# Selección de fútbol de Japón
La selección de fútbol de Japón (サッカー日本代表 Sakka Nippon Daihyō?) es el equipo representativo del país y está afiliado desde 1920 a la Asociación de Fútbol de Japón (日本サッカー協会 Nippon Sakkā Kyōkai?) en las competiciones oficiales organizadas por la Confederación Asiática de Fútbol y la Federación Internacional de Asociaciones de Fútbol. La Asociación Japonesa fue fundada en 1920, e integrada a la FIFA en 1929. Diez años más tarde se marcharían por motivos referentes a la Segunda Guerra Mundial, y no volverían a afiliarse hasta 1950 y posteriormente a la Confederación Asiática. Antecedentes suficientes para que su primer partido disputado en 1917 frente a la selección de fútbol de China no sea considerado —oficial—, al no estar auspiciado bajo ningún organismo. La selección japonesa jugó y perdió por marcador de 1-2 su primer partido oficial el 23 de mayo de 1923 en Osaka, enfrentando a la selección de fútbol de Filipinas durante los Juegos del Lejano Oriente.
En las últimas décadas, la selección japonesa se ha convertido en una de las más fuertes de la AFC, convirtiéndose campeón cuatro veces de la Copa Asiática y clasificándose consecutivamente a ocho copas mundiales: Francia 1998, Corea del Sur y Japón 2002, Alemania 2006, Sudáfrica 2010, Brasil 2014, Rusia 2018, Catar 2022 y México/Estados Unidos/Canadá 2026 Como máximos logros, destacan sus actuaciones en la Copa FIFA Confederaciones 2001, donde fueron coanfitriones y consiguieron ser subcampeones, mientras que en los Juegos Olímpicos de México 1968 se llevaron la presea de bronce. Actualmente es la selección de la Confederación Asiática de Fútbol con la posición más alta en el ranking FIFA. 
En su debut en la Copa Mundial, perdieron sus primeros tres partidos para caer eliminados en la primera fase y finalizando penúltimos de los treinta y dos participantes. Sin embargo, en la edición de Corea y Japón 2002 hicieron historia en su propio territorio, en el primer Mundial organizado en Asia, al clasificarse para la fase final eliminatoria como campeones de un grupo que también incluía a la selección rusa, la selección belga y la selección tunecina. Así llegaron a los octavos de final, donde cayeron ante la selección turca, que finalizaría tercera del certamen, por un solitario gol. En la cita de Alemania 2006 volvieron a caer en primera fase, tras vencer un único partido y finalizar en la decimoctava posición.
De nuevo en Sudáfrica 2010, igualarían su mejor participación a expensas de selecciones como la danesa y la camerunesa. Estuvieron cerca de sorprender a la selección paraguaya en el duelo de octavos de final, pero los sudamericanos acabaron inclinando la igualada balanza a su favor en la tanda de penaltis, después del empate a cero goles final.
A las órdenes del anterior seleccionador, Takeshi Okada, numerosos jóvenes talentos anunciaron su llegada a la escena internacional durante el deslumbrante desfile de Japón por la última Copa Mundial de la FIFA. La nueva generación ha continuado progresando al cuidado del italiano Alberto Zaccheroni, que tomó las riendas del combinado nipón tras su campaña en Sudáfrica 2010. A una serie de victorias en partidos amistosos, entre las que destaca su triunfo por 1-0 sobre una selección argentina, siguió su gran actuación en la Copa Asiática 2011, donde venció a la selección australiana en la final para conquistar su cuarto título continental. El fútbol de Japón ya se caracterizaba desde hace tiempo por su imaginación y juego combinativo, que cobró un nuevo impulso con su éxito continental. En la Copa Kirin, Zaccheroni ha puesto a prueba por primera vez su esquema 3-4-3, que pretende asentar en la selección nipona.
El equipo japonés es conocido generalmente por la afición y la prensa como Nippon Daihyō (日本代表?) o Daihyō (代表?). Otro apodo que también es utilizado comúnmente es el de Los Samuráis Azules (サムライ・ブルー Samurai buru?), el cual, después de una votación por parte de los hinchas, fue adoptado por la Federación de Fútbol de Japón antes de la Copa Mundial de Fútbol de 2006 como una frase para apoyar al equipo. La selección japonesa también es conocida dentro de Japón por el nombre de su técnico. Por ejemplo, la selección japonesa dirigida por Takeshi Okada fue apodada Okada Japan (岡田ジャパン?), y actualmente se les conoce como Zac Japan (ザックジャパン Zakku Japan?), en referencia a su seleccionador, Alberto Zaccheroni.

## Historia

### Inicios sin amparo de organismo oficial (1917-1951)

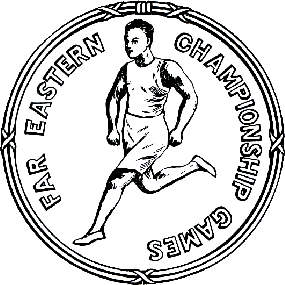
Logotipo de los Juegos del Lejano Oriente de 1917 donde Japón debutó como selección nacional.

El primer partido del equipo del «Sol Naciente» se jugó el 9 de mayo de 1917 durante los Juegos del Lejano Oriente de 1917 contra la República de China, partido que terminó con derrota de la selección japonesa por 0-5. Al día siguiente, el 10 de mayo, Japón sufrió una nueva derrota en esta ocasión ante Filipinas por 2-15, la mayor de toda su historia fuera de casa. Sin embargo, ambos partidos no son considerados oficiales por la Federación al no estar auspiciados bajo ningún organismo oficial. En dicha competición, los japoneses, representados por un combinado de un colegio de Tokio, finalizarían en último lugar. Sería la primera participación de un combinado nipón en dicha competición, a la que se uniría a China y Filipinas, que anteriormente disputaron dos ediciones. Estos Juegos del Lejano Oriente, son considerados los antecesores de los Juegos Asiáticos disputados en la actualidad.
No sería hasta 1921, cuando naciese la Federación Japonesa de Fútbol, y 1923, cuando ya oficializada, la selección disputase su primer partido internacional frente a Filipinas, en aquel entonces una colonia estadounidense, ante la que perdería por 1-2.
Los nipones jugarían 12 partidos oficiales más bajo el auspicio de la FIFA, a la que se afilió en 1929, entre los que se incluye su primera victoria internacional frente a la ya citada selección filipina por 2-1 en 1927, y la mayor derrota oficial frente a Italia (8-0) en los Juegos Olímpicos de Berlín 1936, primera gran competición disputada por los asiáticos antes de que estallase la Segunda Guerra Mundial y debido a los desacuerdos surgidos en la disputa, abandonase su membresía del máximo organismo futbolístico. Desde entonces sus partidos volverían a considerarse no-oficiales, hasta 1951, fecha en que volvería a formar parte de la FIFA. A los ya conocidos motivos de no oficialidad, se sumó el hecho de que varios de ellos fueron disputados frente a la República de China, que hasta 1934 estaba compuesta exclusivamente o en su mayoría por jugadores del South China AA (también conocido por Nan Hua), un club chino situado en Hong Kong. Los jugados desde entonces y hasta 1942 durante la ocupación japonesa de China por lo que el combinado chino no representaba a ningún organismo o asociación.

### Afiliación internacional (1951-1969)

#### Miembro FIFA y AFC
En 1954 se sumaría a la Confederación Asiática de Fútbol, y unos años más tarde lograría su victoria más abultada en un partido frente a la selección filipina, el 7 de septiembre de 1967, ya independiente de Estados Unidos, bajo el nombre de Mancomunidad Filipina antes de pasar a ser el país actual. Los japoneses vencerían en su territorio por un contundente 15-0.
En ese mismo año, la selección nipona participó por primera vez en una clasificación para participar en un mundial, en concreto para el Mundial de 1954 de Suiza, pero no se clasificó quedando en segundo lugar por detrás de la selección surcoreana, iniciándose así una larga rivalidad, al perder los dos partidos que disputaron (en el grupo también participó la selección taiwanesa que finalmente se retiró).

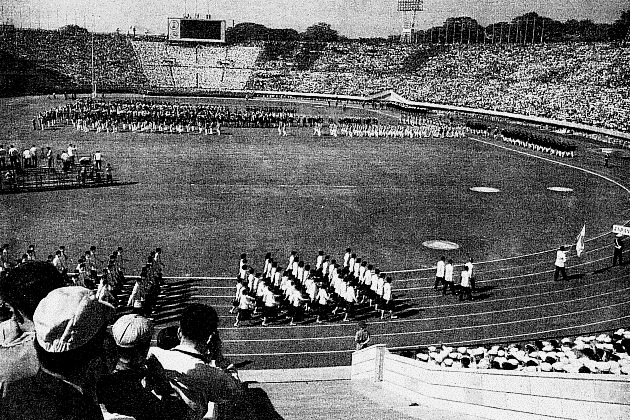
Ceremonia de apertura de los Juegos Asiáticos de 1958 en el Estadio Olímpico de Tokio.

La selección japonesa participaría como anfitriona en los Juegos Asiáticos de 1958, la tercera edición del certamen. En la competición de fútbol quedó encuadrada en el grupo C, junto con la selección hongkonesa y la selección filipina. Los nipones no lograron vencer ninguno de los partidos, en los que perdieron 1-0 con Filipinas y 0-2 con Hong Kong. En sus participaciones hasta la fecha en los Juegos, conseguiría una medalla de bronce como mayor logro en la competición futbolística en la Primera edición de 1951. Un discreto bagaje, al ser la indiscutible dominadora global en el resto de modalidades deportivas. El fútbol aún tenía un largo camino por recorrer en un país dedicado a fomentar otros deportes más tradicionales e históricos.
Ocho años más tarde, disputaría una nueva clasificación para un Mundial, la edición de 1962 de Chile, sin lograrlo finalmente. Su rival, de nuevo la selección surcoreana, y la selección indonesa, que se retiró finalmente. Japón perdió los dos partidos que jugó con Corea del Sur y no pudo pasar a la fase final del torneo de clasificación para optar a una de las plazas mundialistas.
Sin una gran actuación en las grandes citas futbolísticas, a las que apenas había logrado clasificarse, llegarían los Juegos Olímpicos de Tokio 1964 en los que serían los anfitriones. Por tal motivo, presentaron a su representante futbolístico esperando cambiar la tendencia de los últimos años. En la competición, quedaría encuadrada en el grupo D frente a la selección argentina y la selección ghanesa. Su sorprendente victoria frente a los sudamericanos por 3-2, en la mejor y más prestigiosa victoria hasta la fecha del combinado nipón, merced a la cual empezaría a forjarse el seudónimo de «matagigantes» en las citas olímpicas, le valdría pese a la derrota frente a Ghana para acceder a los cuartos de final. En ellos, igualaría su mejor clasificación, donde tras perder por 4-0 frente a la selección checoslovaca finalizaría en 8.ª posición. Era el preludio de un equipo que estaba por conseguir su mejor resultado internacional hasta la fecha.

#### Primer gran éxito
Dos años después fallaron en la clasificación para la Copa Asiática de 1968 de Irán, su cuarta edición, por la diferencia de goles (Taiwán se clasificó con 15 goles a favor y 4 en contra, mientras Japón obtuvo 8 a favor y 4 en contra).
Ese mismo año, sin embargo, consiguieron la medalla de bronce en los Juegos Olímpicos de 1968 celebrados en México. Ubicado en un difícil grupo con la selección española, campeona de Europa en 1964, la selección brasileña, doble campeona mundial, y la selección nigeriana. Logró vencer a esta última por 3-1, lo que sumado a los empates con Brasil (1-1) y España (0-0), les valdría para pasar de ronda. En los cuartos de final derrotaron a la selección francesa por 3-1, lo que les daba un puesto para intentar conseguir un puesto en la final. Una contundente derrota por 5-0 a manos de la selección húngara, una de las más potentes de la actualidad, les privaría de ello. El 24 de octubre de 1968, superó a la anfitriona selección mexicana en la disputa por el tercer puesto y medalla de bronce por 2-0, logrando su primer gran éxito en una de las grandes citas a nivel futbolístico. La plantilla del logro estuvo compuesta por Yokohama, Katayama, Yamaguchi, Kamata, Mori, Ogi, Miyamoto, Watanabe, Kamamoto, Matsumoto, Sugiyama. El héroe del evento fue Kunishige Kamamoto, que se convertiría en el goleador más grande de la historia de Japón, con 55 goles marcados en 61 partidos entre 1964 y 1977 (una media de 0,9 goles por partido). El seleccionador era el japonés Okano Shunichiro.

### Época de transición (1969-1990)
Pese a la medalla de bronce de los Juegos Olímpicos no consiguieron buenos resultados en los dos años siguientes. En 1970 volvió a fallar en la calificación para un Mundial dentro de un grupo de 4 equipos formado por la selección surcoreana, la selección australiana y la selección norcoreana (finalmente retirada), y terminó en tercer lugar, no pudiendo clasificarse. En 1974 fueron incluidos en un grupo de tres países junto con Hong Kong y Vietnam del Sur. Venció 4-0 al equipo vietnamita, y perdió 1-0 con Hong Kong, pero pasó a la siguiente fase de la clasificación en segundo lugar, y tuvo que jugar la semifinal frente a la selección israelí. Sin embargo, los japoneses fueron derrotados por 1-0 en tiempo extra para decir una vez más adiós al sueño de clasificarse para un Mundial, en la ocasión en la que estuvieron más cercanos a lograrlo.
La falta de arraigo del fútbol, en el que no acababan de llegar los éxitos ni la popularidad, hizo necesario un esfuerzo por parte de todos los estamentos de la sociedad para favorecer su desarrollo. Es así como a través de la Asociación Japonesa, distintas variedades de la cultura japonesa, entre las que destaca el manga, trabajan por ello. Pronto lograrían atraer la atención del público japonés, y el fútbol despertaría al fin en Japón el interés suscitado en otros continentes.

#### Estreno en grandes eventos
El primer gran torneo en la que los japoneses participaron, merced a los esfuerzos que se llevaban a cabo por el fútbol, fue en la Copa Asiática de 1988 celebrada en Catar. Japón solo logró conseguir un punto al final de la primera fase en un partido contra la selección iraní. Pese al discreto resultado, empezaría la época dorada de la selección nipona en los años venideros.
En la Copa Asiática 1992, la selección japonesa no era la misma que en la anterior Copa Asiática, además Japón era el país anfitrión. Los japoneses lograron pasar la primera ronda como primeros de grupo, en semifinales consiguieron vencer a la selección de fútbol de China por 3-2 pasando así a la final, siendo la primera final de la selección japonesa en un torneo y ganó el trofeo con un marcador de 1-0 contra el campeón defensor del título, Arabia Saudita. Al ganar la última copa asiática directamente participó en la Copa FIFA Confederaciones 1995, en Arabia Saudita. En este torneo la selección japonesa pasó muy desapercibida perdiendo sus dos partidos en la fase de grupos y de esa forma despidiéndose del torneo. En la Copa Asiática 1996, Japón era la defensora del título y por segunda vez consecutiva pasó como primera de grupo, aunque en esta ocasión no pasó de cuartos de final donde perdió 2-0 contra la selección de fútbol de Kuwait.

### Época dorada (1990-act.)

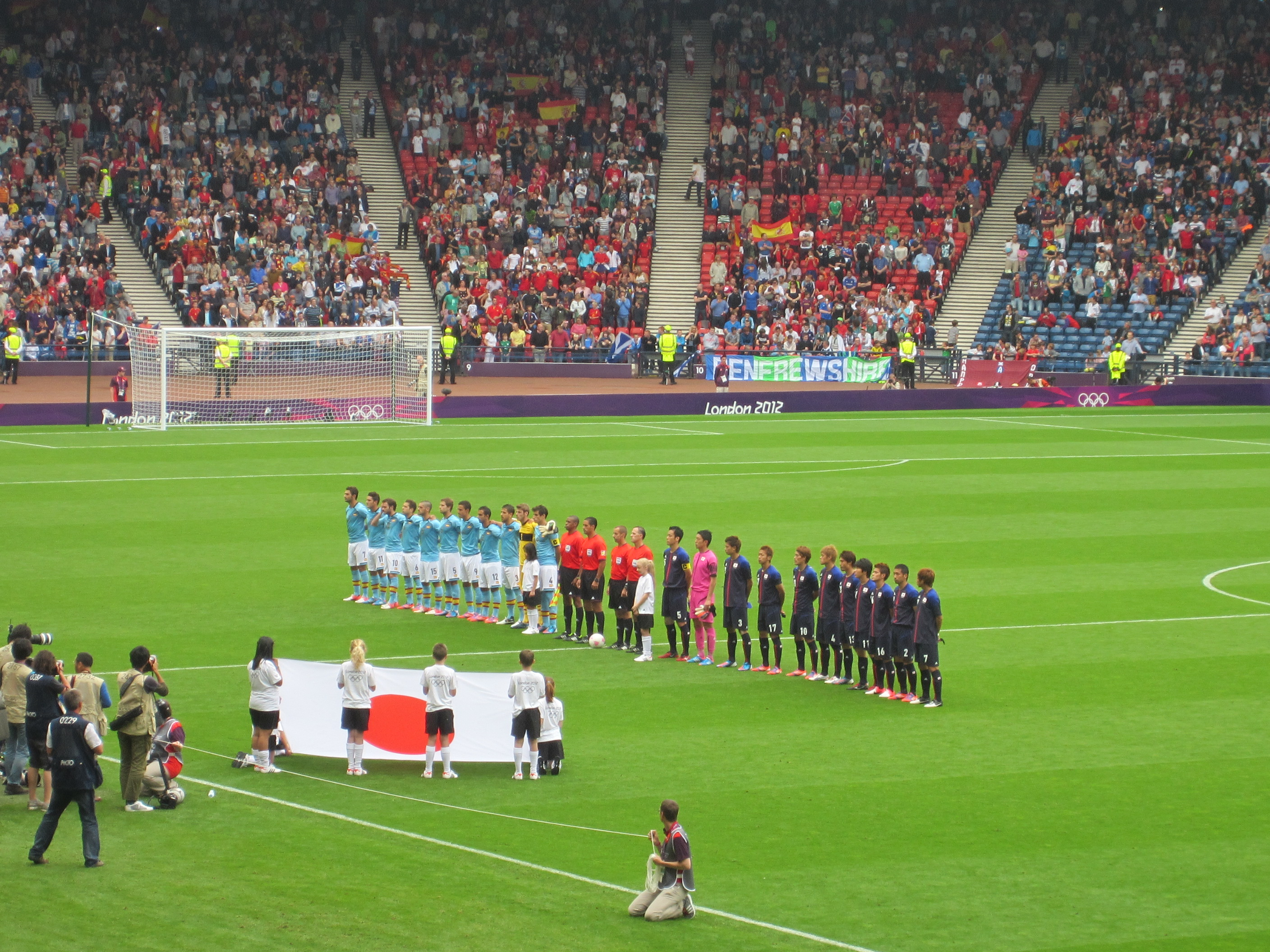
Japón vs. España en los Juegos Olímpicos Londres 2012 en Glasgow.

Tras la Agonía de Doha, su primera participación en una copa mundial es bastante reciente, concretamente en la Copa Mundial de Fútbol de 1998, en Francia. La selección japonesa salió victoriosa de la fase de clasificación, acabando primera de grupo por delante de las selecciones de Omán, Macao y selección de fútbol de Nepal, los japoneses ganaron cinco partidos y solo empataron uno con la selección de Omán. Ya en el mundial, el equipo japonés se posicionó en el grupo H, un grupo casi por completo de debutantes, a excepción de la selección de fútbol de Argentina, aparte del debut de Japón, también hicieron su estreno mundial la selección de fútbol de Croacia y la selección de fútbol de Jamaica. Aún contando con el talento del jugador Hidetoshi Nakata de 21 años, aunque inexperto en este tipo de torneos, la selección japonesa acabó su estreno con tres derrotas (0-1 contra Argentina, 0-1 frente a Croacia, y 1-2 contra Jamaica).
Debido al rápido crecimiento de Japón, en 1999 fue invitado a participar en la Copa América 1999 en Paraguay, donde fue eliminado en la primera ronda, precisamente en el grupo donde se encontraban los anfitriones del torneo, selección de fútbol de Paraguay. En el grupo también se encontraban la selección de fútbol de Perú y la selección de fútbol de Bolivia. Japón acabó la primera fase en última posición con un empate (1-1) frente a Bolivia, y dos derrotas con Paraguay (4-0) y Perú (3-2).
Antes de la Copa Mundial de Fútbol de 2002 donde serían anfitriones junto con Corea del Sur, participaron en dos torneos. El primero de ellos en 2000, se trataba de la Copa Asiática 2000 que se jugó en Líbano, donde jugaron en el grupo C junto con la selección de fútbol de Arabia Saudita, Catar y Uzbekistán. Acabó primera de su grupo, ganando dos partidos (Arabia Saudita 1-4, Uzbekistán 8-1) y un empate (Catar 1-1).
Después de la fase de grupos se midió en cuartos de final a la selección de fútbol de Irak ganando 4-1, en semifinales se llevó el triunfo frente a la selección de fútbol de China por 2-3. En la final se volvió a encontrar con Arabia Saudita ganando el partido 1-0 y de esta forma llevándose su segundo título en la Copa Asiática.
La selección japonesa llegaba a la Copa FIFA Confederaciones 2001 como campeona de Asia y anfitriona (junto con Corea del Sur) en el Mundial que se jugaría al siguiente año. Japón jugó sus partidos formando parte del grupo B, y jugó sus partidos contra la selección de fútbol de Brasil, selección de fútbol de Canadá y Camerún, los japoneses quedaron primeros de grupo por encima de Brasil, que fueron segundos, ganaron 2 de sus partidos y empataron con Brasil. En la segunda fase del torneo, concretamente en semifinales, se enfrentaron a Australia ganando 1-0, por ello pasaron a la gran final donde fueron derrotados por Francia por 0-1. Takayuki Suzuki fue uno de los goleadores del torneo juntos a otros seis jugadores con dos goles cada uno.

#### Copa Asiática 2000 y sede mundialista
Dos años más tarde de ganar la Copa Asiática del año 2000 celebrada en el Líbano, y uno después de haber llegado a la final de la Copa FIFA Confederaciones 2001, organizó junto con Corea del Sur la Copa Mundial de Fútbol de 2002 atrayendo todos los focos futbolísticos a un deporte que empezaba a gozar de gran éxito en el continente asiático.

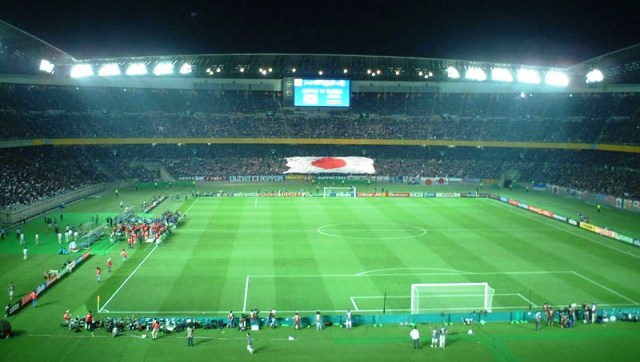
Estadio Internacional de Yokohama, partido de la fase de grupos Japón-Rusia en la Copa Mundial de Fútbol de 2002.

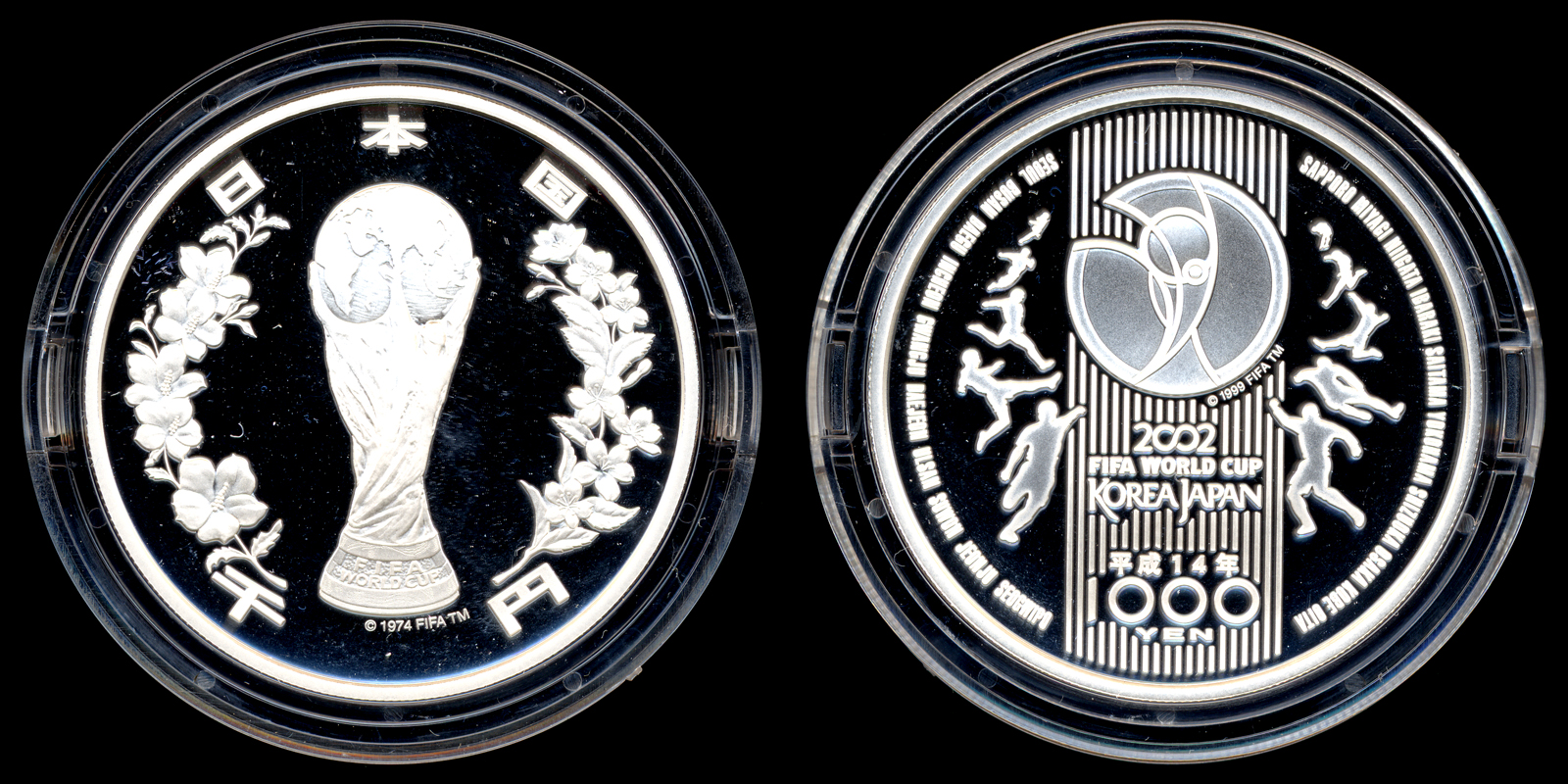
Una de los diferentes modelos de monedas conmemoriativas de la Copa Mundial de Fútbol de 2002.

En él, quedó emparejada en el grupo H junto con Bélgica, Rusia y Túnez. El primer partido lo jugaron los anfitriones y los belgas, que tomaron la iniciativa pese a la desventaja de campo y el gol nipón. Un disputado encuentro, en el que los japoneses defenderían su gol de ventaja hasta el minuto 75, cuando el partido reviviría para finalizar con un empate a dos goles.
En el siguiente partido, Japón vence a Rusia con un resultado de 1-0, todo el país estaba emocionado por ser la primera victoria de la selección japonesa en un mundial. Finalmente, en el tercer partido que jugaron frente a Túnez también salieron victoriosos, por ello Japón se aseguró jugar los octavos de final.
En los octavos de final de la Copa Mundial de Fútbol de 2002, la selección nipona se enfrentó con la selección de fútbol de Turquía. Los japoneses no tuvieron un buen día, y no tenían un juego rápido, y también no tuvo un día brillante una de las estrellas de la selección, el centrocampista Hidetoshi Nakata. Los turcos en solo un lanzamiento a la portería consiguieron un gol que finalmente sentenció el encuentro y dejó a uno de los anfitriones sin pasar de ronda.

#### Copa Asiática 2004
Japón llegó a la Copa Asiática 2004 como una de las favoritas para llevarse el título, esta vez los anfitriones eran la selección de fútbol de China, que desde hace siglos hay conflictos entre estos países.
Japón se encontraba en el grupo D, teniendo que jugar sus partidos con Irán, Tailandia y selección de fútbol de Omán. La selección nipona consiguió dos victorias (Con Omán 0-1, y con Tailandia 1-4) y un empate sin goles con los iraníes. Los cuartos de final los jugó teniendo delante a la selección de fútbol de Jordania, y lo que parecía que iba a ser un partido sencillo para los japoneses se complicó y tuvieron que llegar a la tanda de penaltis, llevándose la victoria final Japón. En semifinales también tuvieron problemas, esta vez con la selección de fútbol de Baréin, llegando al final del partido con un marcador de 3-3 y por consiguiente jugarse el pase a la final en la prórroga, así Japón solo tres minutos después de empezar la prórroga marcó y pasó a la final.
La final era un partido de riesgo, dada la rivalidad que hay entre China y Japón. Empezó marcando la selección japonesa, pero solo diez minutos después marcaron los chinos, llegando con un empate al descanso. Finalmente el partido terminó con un marcador 1-3 a favor de Japón, llevándose su tercera Copa Asiática y convirtiéndose en uno de los países con más títulos en este torneo continental.

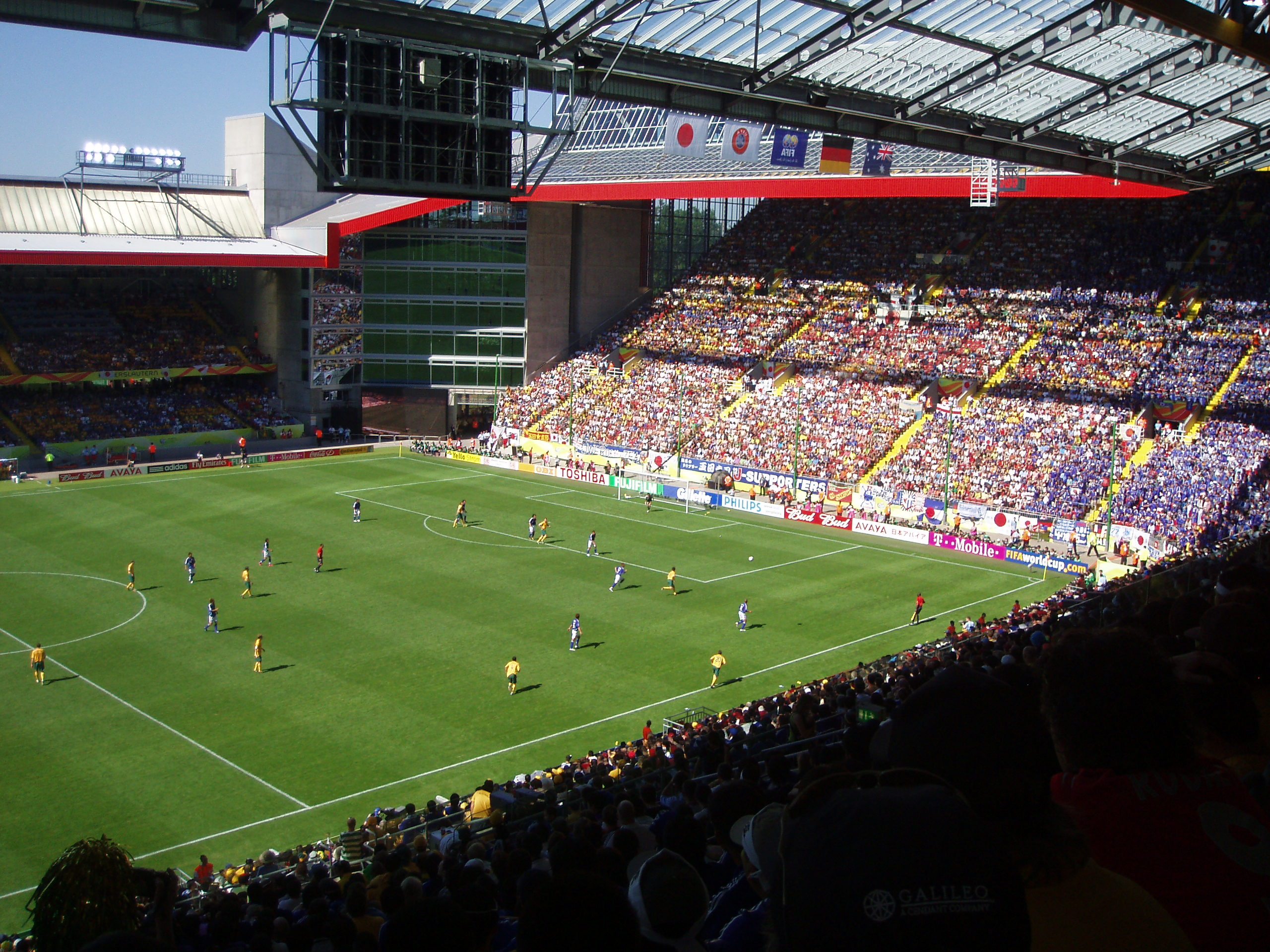
En el Fritz-Walter-Stadion, partido Australia-Japón.

#### Alemania 2006
La selección de Japón fue una de los treinta y dos países participantes de la Copa Mundial de Fútbol de 2006, realizada en Alemania. Japón fue el primer equipo en clasificar para el Mundial después de obtener el primer lugar en el grupo clasificatorio asiático. Alemania 2006 sería la tercera aparición del combinado nipón en un torneo mundial, después de haber tenido dos resultados completamente opuestos: en su debut en 1998, Japón terminó en el penúltimo lugar del torneo pero cuando lo organizó en 2002, llegó hasta octavos de final. Así, Japón llegó a tierras germanas dispuesto a demostrar su progreso en los últimos años.
Los japoneses formaron parte del grupo F (compuesto además por Brasil, Australia y Croacia) fue un reto que no pudo superar la escuadra nipona. Fue derrotada con marcador 3:1 por Australia en los últimos minutos del partido y por el equipo pentacampeón por 4:1. Japón logró un punto tras un deslucido empate ante los croatas.

#### Copa Asiática 2007
Después de participar en el año 2006 en la Copa Mundial en Alemania, el equipo asiático participó en la Copa Asiática 2007, que tenía como anfitriones a Indonesia, Malasia, Tailandia y Vietnam. Japón, que estaba en el grupo B junto con Catar, Vietnam y Emiratos Árabes Unidos acabó primera de grupo, con 2 victorias (1-3 con Emiratos Árabes Unidos y 1-4 con Vietnam) y un empate con Catar.
La selección nipona llegó a cuartos de final donde se enfrentó a la selección de fútbol de Australia teniendo que llegar a los penaltis y dando como ganador a los japoneses. En semifinales perdieron 2-3 con Arabia Saudita, una de las rivales que siempre ha tenido Japón en las diferentes ediciones de la Copa Asiática. Finalmente, los japoneses se jugaron la tercera posición con Corea del Sur, siendo un partido de mucha rivalidad que han obtenido a lo largo de los años. El partido lo ganaron los coreanos en la tanda de penaltis, acabando la selección asiática en cuarta posición.

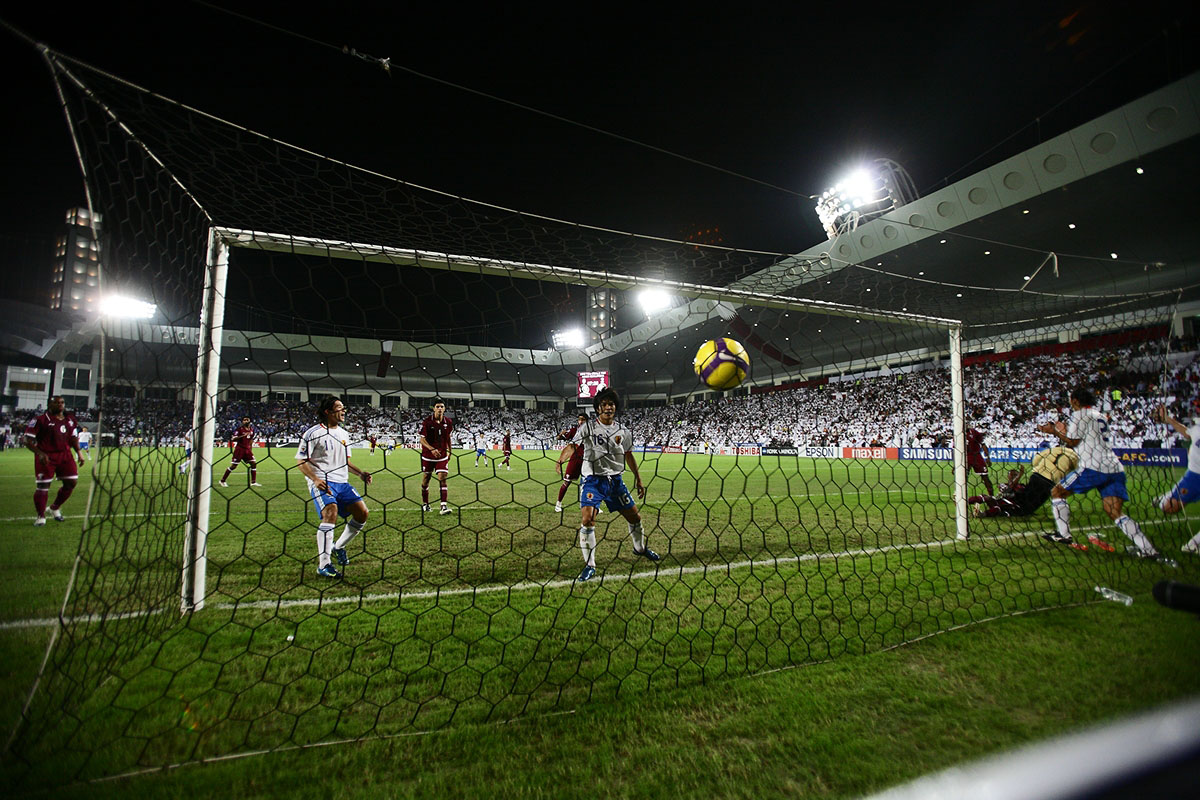
Enfrentamiento de fase de clasificación, Japón-Catar.

#### Mundial de Sudáfrica 2010
Habiendo alcanzado confortablemente la cuarta y última fase de clasificación asiática para Sudáfrica 2010, Japón ganó cuatro, empató tres y solo perdió uno de sus ocho clasificatorios en el grupo 1. Una derrota por 2-1 en Australia y un frustrante 0-0 en casa contra el mismo rival fueron los momentos bajos de esta última etapa, si bien los pupilos del seleccionador Takeshi Okada aún terminaron muy por encima de Baréin, Catar y Uzbekistán en el quinteto.
Después del sorteo para formar los grupos de la Copa Mundial de Fútbol de 2010, Japón finalmente estaba dentro del grupo E junto con los Países Bajos, Dinamarca y Camerún. La selección nipona acabó como segunda de grupo por detrás de los Países Bajos, con unos resultados de dos victorias (1-0 contra Camerún y 1-3 con Dinamarca) y una derrota frente a la primera de grupo, los Países Bajos.

Octavos de final, Paraguay-Japón.

La selección de fútbol de Paraguay se impuso a su similar de Japón por 3-5 en los penaltis y clasificó por primera vez en su historia para los cuartos de final de la Copa Mundial de fútbol. Los guaraníes, que habían igualado 0-0 en tiempo reglamentario, debieron sufrir más de lo esperado para dejar atrás a un valiente conjunto nipón que vendió cara la derrota el 29 de junio de 2010 en Pretoria.
Japón salió dispuesto a mostrar los dientes en campo rival. Así, cuando no había transcurrido ni un minuto de juego, Yoshito Okubo se aproximó al área de Justo Villar y remató potente pero desviado. Era un aviso de los nipones, que lejos estuvieron de amedrentarse ante el potencial exhibido por los guaraníes en la fase de grupos. Los de Gerardo Martino demoraron en acomodarse en el campo pero, cuando lo hicieron, llevaron peligro. Lucas Barrios construyó una buena maniobra por izquierda y exigió a Eiji Kawashima con pierna derecha. La respuesta no tardó en llegar: Daisuke Matsui tomó una bola muerta desde fuera del área e hizo temblar el travesaño con un derechazo medido. La albirroja contó con una opción más antes del descanso cuando Roque Santa Cruz midió mal su remate dentro del área, en una jugada confusa tras un tiro de esquina. Fue la última situación emotiva en esa primera mitad.
La situación no cambió en el segundo tiempo, muchos nervios y pocas ideas. Martino intentó ganar peso en ofensiva con el ingreso de Nelson Haedo Valdez, pero el delantero no estuvo fino. De hecho, apenas minutos después de la entrada del delantero, fue Marcus Tulio Tanaka el que aproximó peligro con un buen cabezazo que se perdió afuera. Los nervios y el miedo al error ganaron terreno, por lo que los últimos minutos de la segunda mitad se fueron entre fricciones, pases malogrados y poco tránsito en las áreas. Apenas un centro que cerca estuvo Tanaka de conectar despertó algo de emoción en los aficionados. De esta forma se tuvo que llegar a la prórroga.
Todo lo que no pudieron producir en el tiempo reglamentario llegó en el alargue. Barrios avisó rápidamente con un cabezazo que fue a parar a las manos de Kawashima. El portero se mostró atento para ganarle otro duelo a Nelson Haedo, aunque contó con un poco de fortuna en un toque desviado del ingresado Edgar Barreto. Por el contrario, Villar debió esforzarse minutos antes para repeler un buscapié venenoso de Honda. Sería la última emoción antes de los penaltis. En la definición, la primera del certamen, los guaraníes estuvieron infalibles mientras que Yūichi Komano estrelló su remate en el travesaño. Paraguay avanzó así a cuartos de final por primera vez en su historia.

#### Nuevo logro continental: la Copa Asiática 2011
En enero de 2011, ganó en Catar la Copa Asiática 2011 de forma autoritaria. Con dos victorias con Arabia Saudita (0-5), Siria (1-2) y un empate con Jordania (1-1), accediendo a los cuartos de final. El partido lo jugó con los anfitriones, la selección de fútbol de Catar ganando con un gol en el minuto 90, siendo el resultado final 3-2 con victoria nipona. La semifinal teniendo como rival a Corea del Sur finalizó después de la prórroga con un marcador de 2-2, de esta forma se jugaron la victoria en los penaltis, ganando la selección japonesa. Los coreanos fallaron tres penaltis seguidos, siendo esta la razón por la que perdieron. En la final, el equipo de Alberto Zaccheroni venció a Australia por 1-0 con un gol en el tiempo de prórroga. Así, los japoneses consiguieron la cuarta Copa Asiática, convirtiéndose en el país asiático con más torneos en su poder.

#### Retiro de la Copa América
Del 3 al 24 de julio de 2011, Japón tenía que asistir por invitación de la Conmebol a la Copa América 2011, pero decidieron retirarse debido al terremoto y tsunami de Japón de 2011. El 14 de abril, sin embargo, la Asociación Japonesa de Fútbol anunció que finalmente el combinado nipón sí competiría, un mes más tarde se retiraría finalmente por segunda y definitiva ocasión, siendo reemplazada por Costa Rica por lo ocurrido el 11 de marzo de ese mismo año con el terremoto y tsunami que ocurrió en el país, además del accidente nuclear de Fukushima.

#### Aparición en Copa Confederaciones 2013
En junio de 2013, Japón asistió a la Copa Confederaciones 2013, como representante de la AFC, después de haber ganado la Copa Asiática 2011. Japón haría su quinta participación, quedando en el grupo A con el anfitrión, Brasil, con el campeón norteamericano, México, y el subcampeón de Europa. Italia en su primer partido pierde (3-0) con el anfitrión, Brasil, y más tarde pierde su segundo (4-3) con Italia en un partido muy difícil para los dos y su último encuentro cae (2-1) con México, quedando así último de su grupo.

#### Brasil 2014: quinto Mundial consecutivo
Japón se aseguró el primer puesto de su grupo y por ende certificó su participación al Mundial, la quinta consecutiva desde 1998, en el Mundial 2014 que tuvo lugar en Brasil. Compartió el grupo C con la selección de Colombia, la selección de Grecia y la selección de Costa de Marfil. El combinado nipón no pudo pasar de la primera fase tras perder contra Costa de Marfil (2-1), empatar contra Grecia y volver a caer contra Colombia (4-1). El fracaso provocó la dimisión de Alberto Zaccheroni, que sería sustituido por Javier Aguirre. Sin embargo, el preparador mexicano apenas duró unos meses en el cargo, ya que la eliminación de Japón en los cuartos de final de la Copa Asia (torneo del cual era vigente campeón) y la implicación de Aguirre en un presunto amaño de partidos en la Liga española provocaron su destitución.
El 12 de marzo de 2015, Vahid Halilhodžić fue nombrado nuevo seleccionador nipón.

#### Rechazo de Copa América por Copa Asiática
Japón iba a participar como invitado en la Copa América 2015 que se organizará en Chile, pero rechazó la invitación por el recargo que sufriría su selección, ya que en enero del mismo año se jugará la Copa Asiática 2015 en la que es el campeón vigente, y meses después comenzará el proceso clasificatorio a la Copa Mundial de Fútbol de 2018. Iba a ser reemplazado por la selección de fútbol de China, pero por los mismos motivos declinó su participación en Chile.
En la Copa Asiática 2015, Japón, campeón defensor, empezó con buen pie al derrotar (4:0) Palestina y derrotar (1:0) a Irak; en su último encuentro vencen (2:0) a Jordania, pasando a los cuartos de final, donde se enfrenta a Emiratos Árabes en un partido igualado (1:1), se recurre a la tanda de penales, donde es derrotada (5:4), quedando eliminado de la Copa. Así Japón no pudo defender el título por segunda vez (lo había defendido en 2004 después de haber ganado en 2000).

#### Mundial de Rusia 2018
En el Mundial de Rusia, el seleccionado de Japón compartió el grupo H con Colombia, Senegal y Polonia.
El elenco nipón, que sorprendió ganándole 2-1 a Colombia (goles de Kagawa a los 6´ de penal, Quintero a los 39´y Osako a los 73´), empató con Senegal 2-2 (Sadio Mané 11´, Takashi Inui 34´, Moussa Wagué 71´ y Keisuke Honda 78´) y perdió 1-0 (Jan Bednarek 59´) ante Polonia en el cierre del grupo H, quedó junto con Senegal en segundo lugar detrás de Colombia, que terminó líder del grupo H con seis puntos tras imponerse a Senegal por 1-0 con gol de Yerry Mina. 
Japón y Senegal terminaron ambos igualados en puntos, diferencia de gol, goles a favor, y en los enfrentamientos entre sí. Pero el equipo asiático alcanzó la segunda fase (por primera vez desde Sudáfrica 2010) gracias a la nueva normativa del 'Fair Play' (Juego limpio), que se aplica cuando dos equipos quedan igualados en todos los aspectos. Los samuráis azules recibieron cuatro tarjetas amarillas a lo largo de la fase de grupos, mientras que el combinado africano tuvo seis amonestaciones.
De esta forma, Japón hizo historia al conseguir una clasificación a los octavos de final con un método jamás antes aplicado en la historia del torneo.
Ya en octavos de final, los asiáticos debían enfrentar a la poderosa selección de Bélgica, comandada por grandes futbolistas como Eden Hazard (premiado con el Balón de Plata en ese Mundial), Romelu Lukaku, Thibaut Courtois, entre otros. Tras irse al descanso con un empate sin goles, Japón sorprendió al mundo y en menos de cinco minutos sacó una ventaja de dos goles en el segundo tiempo (goles de Haraguchi y de Inui). Por desgracia, los diablos rojos reaccionaron y alcanzaron la igualdad con tantos de Vertonghen y Fellaini; y cuando parecía que el tiempo suplementario era inevitable, Nacer Chadli concretó un perfecto contragolpe y le dio la victoria 3-2 a Bélgica en el minuto 94.
Pese a la amargura final, el público reconoció la labor de los japoneses, que a punto estuvieron de eliminar a un durísimo rival: Bélgica ganaría la Medalla de Bronce, tras superar a Inglaterra en el partido por el tercer puesto.

#### Copa América 2019
La selección de fútbol de Japón fue invitada a participar en la Copa América 2019. Quedó encuadrado en el grupo C, con Uruguay, Ecuador y Chile; en su debut (17 de junio) perdió 4-0 ante Chile, luego, el 20 de junio, empataron 2-2 con Uruguay (los goles japoneses los anotó Miyoshi). Necesariamente debían ganarle a Ecuador para pasar como el mejor 3.º. Sin embargo, empató 1-1 con gol de Nakajima, y no avanzó a cuartos de final, con solo 2 puntos (igual que Paraguay, pero con una diferencia de goles más negativa [-4])
En la clasificación general de los equipos del torneo, Japón ocupó el noveno lugar.

#### Mundial de Catar 2022
Séptimo mundial consecutivo para la selección de Japón, dirigido por Hajime Moriyasu, se ubicó en el Grupo E, junto con Costa Rica, España y Alemania. En el primer partido contra Alemania remontó con 2 goles en el segundo tiempo de Ritsu Dōan al minuto 30 y luego otro de Takuma Asano a los 38, para llevarse la victoria. En el segundo partido contra Costa Rica, los nipones cayeron 1-0, con los ticos saliendo victoriosos.  Contra España el equipo de Japón volvió a remontar con dos goles en el segundo tiempo, el primero de Doan y luego de Tanaka para finalizar 2 a 1, dando la victoria y clasificar a octavos de final, quedando como primeros en el Grupo E. En los octavos de final, empató 1-1 contra Croacia 1-1, perdiendo en los penales por 1 a 3 y despidiéndose así del Mundial 2022. Con esta participación Japón se convirtió en el tercer equipo en 52 años que remontó dos veces un partido en el torneo después de Brasil y Alemania Occidental, en el segundo equipo en vencer a un rival con la menor posesión de balón (18%) jamás conocida desde el Mundial de 1966 siendo en el duelo frente a España y en el primer equipo asiático en llegar dos veces consecutivas a la siguiente ronda.

## Últimos partidos y próximos encuentros
Actualizado al último partido jugado el 12 de julio de 2025
| Fecha      | Ciudad    | Local          | Resultado | Visitante      | Competición                     |
| ---------- | --------- | -------------- | --------- | -------------- | ------------------------------- |
| 11-06-2024 | Hiroshima | Japón          | 5:0       | Siria          | Clasificación Copa Mundial 2026 |
| 05-09-2024 | Saitama   | Japón          | 7:0       | China          | Clasificación Copa Mundial 2026 |
| 10-09-2024 | Riffa     | Baréin         | 0:5       | Japón          | Clasificación Copa Mundial 2026 |
| 10-10-2024 | Riad      | Arabia Saudita | 0:2       | Japón          | Clasificación Copa Mundial 2026 |
| 15-10-2024 | Saitama   | Japón          | 1:1       | Australia      | Clasificación Copa Mundial 2026 |
| 15-11-2024 | Senayan   | Indonesia      | 0:4       | Japón          | Clasificación Copa Mundial 2026 |
| 19-11-2024 | Xiamen    | China          | 1:3       | Japón          | Clasificación Copa Mundial 2026 |
| 20-03-2025 | Saitama   | Japón          | 2:0       | Baréin         | Clasificación Copa Mundial 2026 |
| 25-03-2025 | Saitama   | Japón          | 0:0       | Arabia Saudita | Clasificación Copa Mundial 2026 |
| 05-06-2025 | Perth     | Australia      | 1:0       | Japón          | Clasificación Copa Mundial 2026 |
| 10-06-2025 | Suita     | Japón          | 6:0       | Indonesia      | Clasificación Copa Mundial 2026 |
| 08-07-2025 | Yongin    | Japón          | 6:1       | Hong Kong      | Campeonato EAFF 2025            |
| 12-07-2025 | Yongin    | Japón          | 2:0       | China          | Campeonato EAFF 2025            |
| 15-07-2025 | Yongin    | Corea del Sur  | -:-       | Japón          | Campeonato EAFF 2025            |
| 06-09-2025 | Oakland   | México         | -:-       | Japón          | Partido amistoso                |
| 09-09-2025 | San Diego | Estados Unidos | -:-       | Japón          | Partido amistoso                |
| 10-10-2025 | Suita     | Japón          | -:-       | Paraguay       | Partido amistoso                |

## Estadios
La selección japonesa siempre ha jugado todos sus partidos en el Estadio Olímpico de Tokio que tiene una capacidad para 57 363 espectadores. Este recinto es obra del arquitecto Kenzō Tange y fue creado especialmente para los Juegos Olímpicos celebrados en esa ciudad en 1964, que representaron el resurgimiento japonés después de la Segunda Guerra Mundial. Eso ocurrió hasta el año 2002 cuando se construyeron nuevos estadios para la Copa Mundial de Fútbol de 2002.
Después de acaba el mundial organizado conjuntamente con Corea del Sur, el estadio que utilizarían a menudo sería el Estadio Internacional de Yokohama Capacitado para recibir 72.370 espectadores, en él se realizaron 3 partidos de la primera ronda de la Copa Mundial de Fútbol de 2002 y albergó la final entre Alemania y Brasil que se jugó el 30 de junio de 2002 (partido que lo ganó Brasil, 2–0). Desde el 1 de marzo de 2005 cambia de nombre al de Nissan Stadium (en japonés: 日産スタジアム Nissan Sutajiamu), por ser propiedad de la empresa automovilística Nissan Motor Co. Durante el desarrollo del Campeonato Mundial de Clubes FIFA 2005 volvió a llamarse Estadio Internacional de Yokohama, ya que la FIFA no permite ningún tipo de publicidad en el nombre de los estadios.
En algunas ocasiones la selección japonesa también utiliza el Estadio de Saitama o Saitama stadium, como normalmente se le conoce. Construido por Azusa Sekkei para albergar partidos de la Copa Mundial de Fútbol de 2002, la construcción fue terminada en septiembre de 2001. El estadio tiene capacidad para 63.700 personas, aunque por razones de seguridad en los partidos de J. League hay una capacidad de 62.300 espectadores. El Estadio de Saitama fue sede de cuatro partidos durante la Copa Mundial FIFA 2002, incluyendo el primer partido Japón-Bélgica.

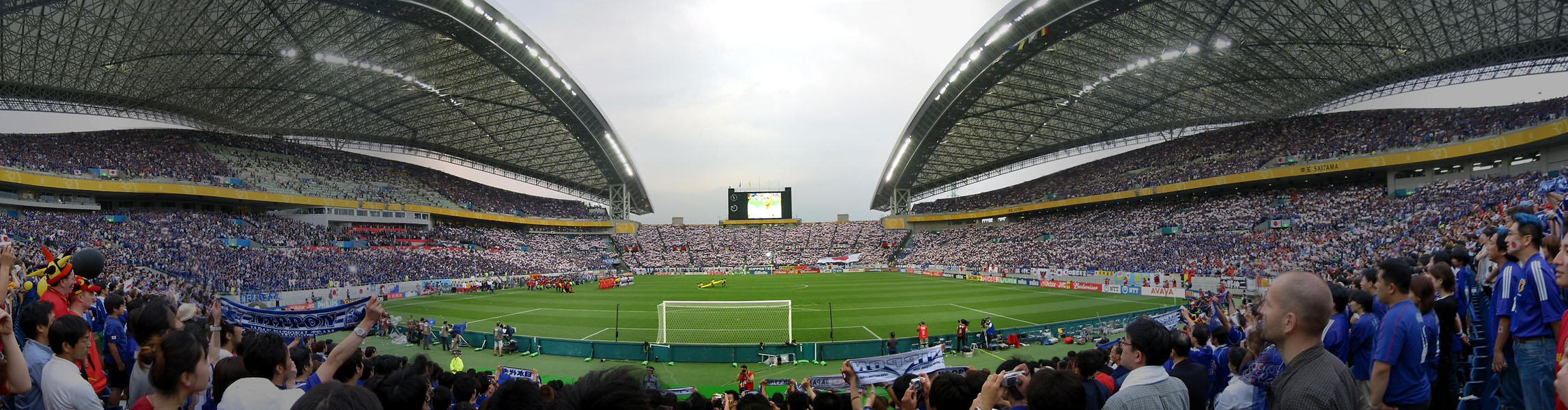
Estadio de Saitama.

## Uniforme y escudo
El uniforme tradicional consta de una camiseta azul (color principal), pantalón blanco y medias azules, mientras que la segunda equipación invierte los colores. Gracias a los proveedores, en los últimos años la comercialización ha sido muy favorable para las equipaciones de Japón, especialmente han cambiado en los últimos años el diseño de las camisetas, añadiendo adornos como las llamas en la espalda en 1998 (el porte fue de verde con llamas rojas y azules o negro con llamas rojas y naranjas) y en 1996, las líneas blancas y triángulos rojos en 1993, 1994 y 1995 (el portero llevaba por completo el uniforme de color verde con líneas negras y triángulos de color rojo o naranja y negro con dibujos) o curvas blancas y azules en 2006.
El escudo es de fondo blanco con una franja vertical roja que lo atraviesa por la mitad. Sobre él, aparecen las letras JFA, siglas inglesas de la Asociación Japonesa de Fútbol. Bajo ellas, aparece un Yatagarasu estilizado negro que sostiene un balón de fútbol de color rojo con una de sus tres patas. La equipación actual es de color azul con una línea roja desde el cuello hasta abajo, a semejanza del escudo. Los proveedores oficiales de uniforme a lo largo de su historia han sido las alemanas Adidas y Puma y la nacional Asics.
| Primera equipación | (Ver evolución) | Equipación actual |

## Rivalidades

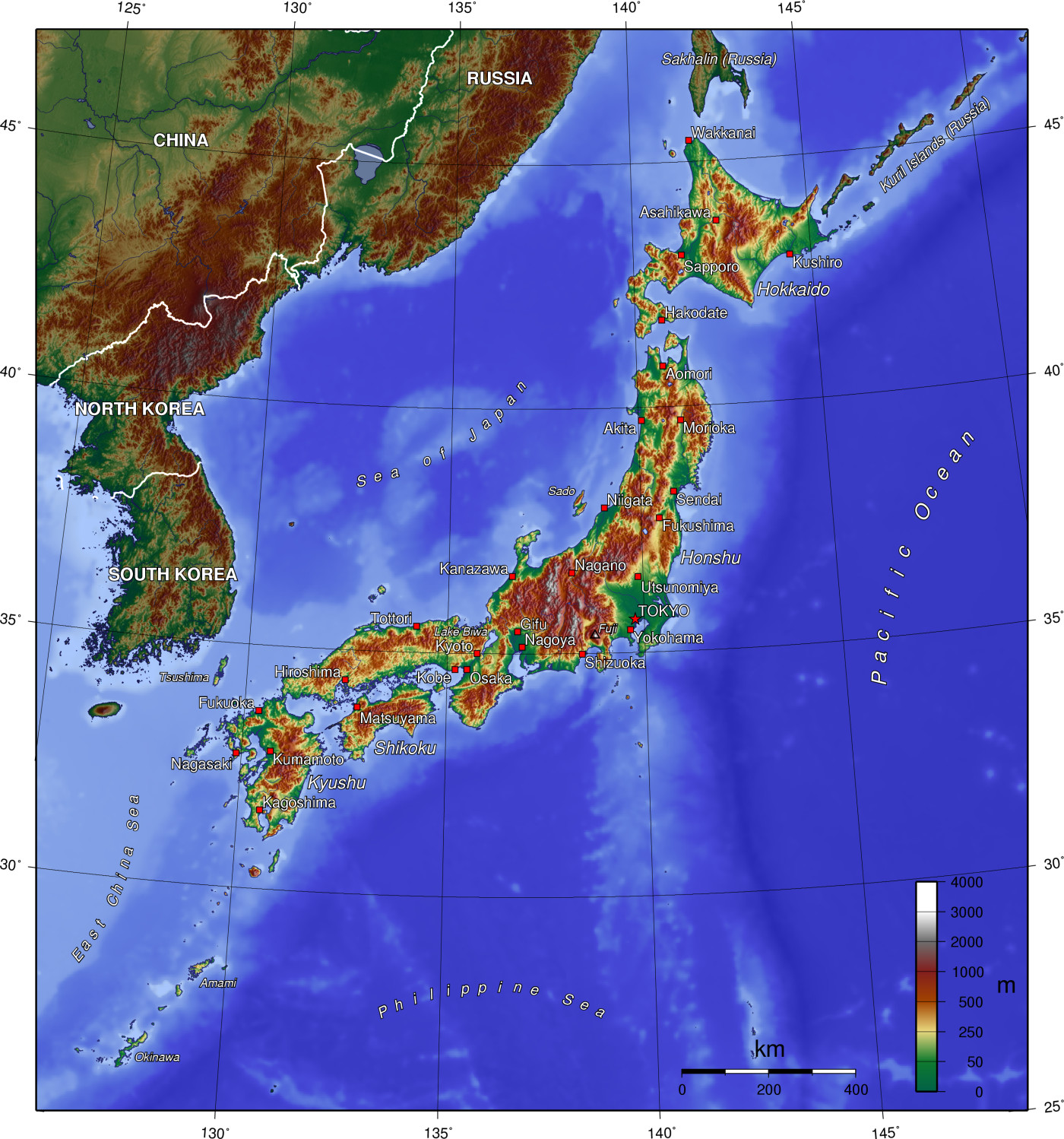
El mar del Japón separa a la isla nipona de sus rivales.

### Corea del Sur
La rivalidad más destacable en el continente asiático, que incluso tiene una palabra para definirlo: «Haniljeon» en coreano y Nikkansen (日韓戦?) en japonés, es el duelo entre Corea del Sur y Japón.
Rivalidad de países vecinos, y proveniente de disputas bélicas, es considerado un choque de sentimientos y orgullos nacionalistas, que transcurre más allá de lo deportivo. Tras estar treinta y cinco años bajo la ocupación del Imperio de Japón, fue en los Juegos de 1948 de Londres cuando los atletas coreanos participaron por primera vez como Corea, libres del dominio japonés tras la rendición de estos al finalizar la Segunda Guerra Mundial. Así surgieron lo que actualmente se conoce como las dos Coreas, la del Norte y la del Sur.
Los samuráis azules históricamente han sido inferiores desde entonces. Aunque últimamente puede considerarse casi una igualdad, siempre ha existido un complejo por parte del conjunto nipón, que veía cómo eran superados por sus vecinos. De los ochenta y dos encuentros disputados hasta la fecha, Japón ha logrado diecisiete victorias, mientras que Corea del Sur consiguió cuarenta y dos, siendo el resto empates.
Pese a esa rivalidad, ambos países organizaron conjuntamente la Copa Mundial de Fútbol de 2002, donde el mayor interés entre los anfitriones era ver cuál de ellos llegaría más lejos en la competición. Japón, eliminado en los octavos de final, se quedó en la sombra, mientras que Corea, la sorpresa del torneo, se clasificó para semifinales tras derrotar a favoritos como España, con polémica arbitral, e Italia con otra polémica actuación de los colegiados. Sin embargo, en las semifinales de la Copa Asiática 2011 disputada en Catar, fueron los nipones quienes vencieron a los «diablos rojos» en la tanda de penaltis, avanzando hasta la final para conquistar su cuarto título asiático.

### China
Otras de las grandes rivalidades a nivel asiático que tiene la selección nipona no es otra que su también vecina la selección china. Esta rivalidad se remonta siglos atrás en contextos bélicos, que se han trasladado a la actualidad deportiva, y no solo en el ámbito futbolístico. Ambas naciones mantuvieron tensas disputas por el dominio asiático, que se vieron especialmente representadas por la primera y la segunda guerra sino-japonesa. Todos estos conflictos hacen que las dos potencias asiáticas mantengan una rivalidad futbolística, que sin embargo es más notable en el territorio chino que en el japonés. Esta se ha visto incrementada con acontecimientos en distintos partidos, como la final de la Copa Asiática 2004 cuando los nipones vencieron por 1-3 a los chinos en su propio país.
Pese a ello, estos partidos se encuentran más equilibrados en comparación con los Corea del Sur-Japón.

## Repercusión en la cultura japonesa

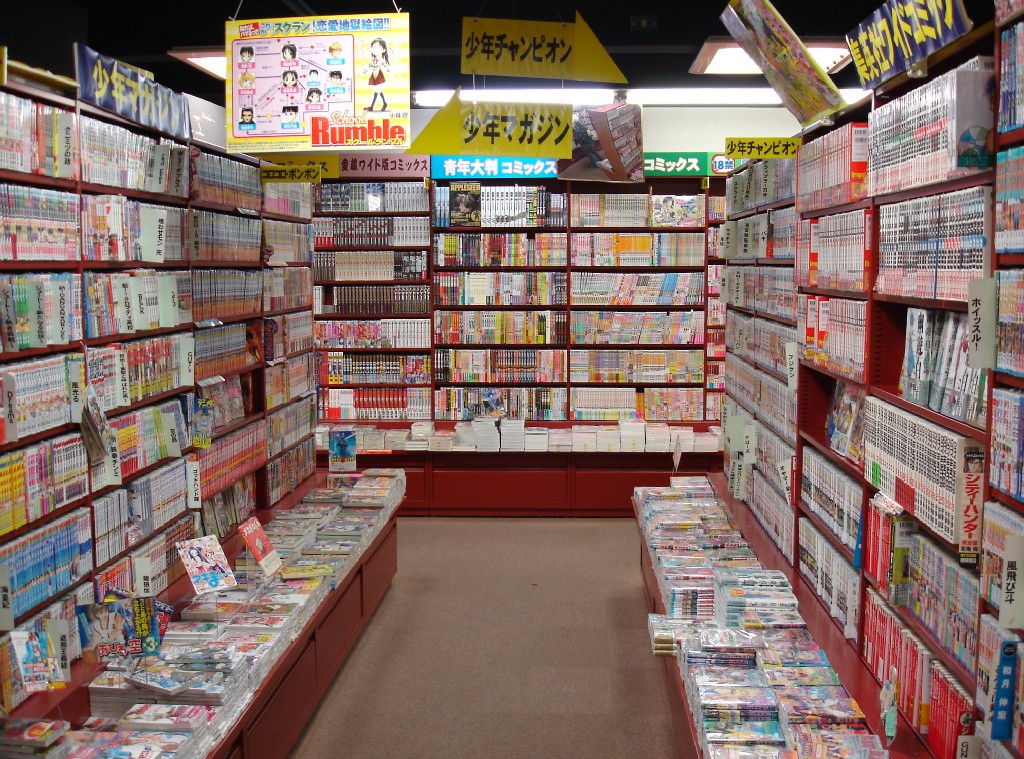
«Manga Store» en Japón.

El fútbol, tradicionalmente apartado de la cultura del país, no terminaba de arraigarse en la sociedad deportiva del país asiático, que centraba sus esfuerzos en otras modalidades más afines a la historia del país como la cetrería, la caza, la competición de cometas, el kemari ( ?), (antiguo juego de pelota) y el yabusame (流鏑馬?  , arquería japonesa). Mención aparte merecen las artes marciales japonesas, que son deportes tradicionales, entre las que destacan las más importantes como el aikido (合氣道 aikidō?, deporte de contacto), el iaido (居合道 iaidō?, manejo de la espada japonesa),  el judo (柔道 jūdō?, deporte de contacto), el jujutsu (柔術 jūjutsu?, deporte de contacto), el karate (空手?  , deporte de contacto), el kendo (剣道 kendō?, esgrima japonesa), el kenjutsu (剣術?  , manejo de la espada japonesa), el shurikenjutsu (手裏剣術?  , manejo del shuriken o cuchilla japonesa) y el popular sumo (相撲 sumō?, deporte de contacto).
Entre los deportes modernos, antes que la disciplina futbolística, prosperaron deportes como las artes marciales mixtas (MMA), el béisbol, el voleibol, o el tenis de mesa entre otros. No sería pues hasta comienzos de los años 80 cuando el fútbol despertase un verdadero interés entre la población. Este resurgir vino acrecentado, en especial medida, gracias a otro de los tradicionales pasatiempos de Japón, el manga.
Una de las grandes obras del citado arte japonés, fue «Capitán Tsubasa» (キャプテン翼 Kyaputen Tsubasa?), más conocido en habla hispana como Supercampeones (Campeones: Oliver y Benji en España), escrito por Yōichi Takahashi, un manga cuyo tema central era el fútbol. Este narra las aventuras de Tsubasa Ozora (Oliver Atton en el anime en español) y sus amigos desde la infancia hasta que son profesionales y llegan a formar parte de la selección nacional de Japón. La Asociación de Fútbol de Japón apoyó el desarrollo de la serie, debido a su potencial para crear aficionados a este deporte ya que empezaba a conseguir un éxito y una repercusión a alto nivel internacional, e incluso pudo verse reflejado en la propia serie, ya que los uniformes de la selección de Japón son fieles reproducciones de los que portaban en la época los jugadores auténticos de la selección.
La saga obtuvo un gran éxito y fue uno de los principales motores para el desarrollo del fútbol en el país, viéndose como resultado sus mayores éxitos (cuatro Copas Asiáticas desde 1992) y su presencia ininterrumpida en la Copa Mundial de Fútbol desde 1998. Su repercusión ha llevado incluso a empresas deportivas tan arraigadas en el mundo futbolístico como la alemana Adidas a publicar su propio anime para seguir favoreciendo el desarrollo de este deporte en Asia. Más recientemente, en el año 2011, salió a la luz la noticia de que el manga y el fútbol invertirían sus papeles. La jugadora de la selección femenina de fútbol de Japón Nahomi Kawasumi, campeona del mundo femenino en 2011, sería la protagonista de un nuevo manga publicado en la revista Weekly Shonen Sunday (小学館 Shōgakukan?), algo inédito hasta el momento.,

## Jugadores

### Última convocatoria
Lista de 27 jugadores convocados para los partidos eliminatorios rumbo a la Copa del Mundo 2026 ante Baréin y Arabia Saudí en marzo de 2025.
| No. | Pos. | Jugador           | Fecha de nacimiento (edad)         | Apa. | Goles | Club                     |
| --- | ---- | ----------------- | ---------------------------------- | ---- | ----- | ------------------------ |
| 1   | POR  | Zion Suzuki       | 21 de agosto de 2002 (22 años)     | 18   | 0     | Parma                    |
| 12  | POR  | Keisuke Ōsako     | 28 de julio de 1999 (25 años)      | 8    | 0     | Sanfrecce Hiroshima      |
| 23  | POR  | Kosei Tani        | 20 de noviembre de 2000 (24 años)  | 2    | 0     | Machida Zelvia           |
|     |      |                   |                                    |      |       |                          |
| 2   | DEF  | Yukinari Sugawara | 28 de junio de 2000 (25 años)      | 15   | 2     | Southampton              |
| 3   | DEF  | Kota Takai        | 4 de septiembre de 2004 (20 años)  | 2    | 0     | Kawasaki Frontale        |
| 4   | DEF  | Ko Itakura        | 17 de julio de 1990 (35 años)      | 37   | 2     | Borussia Mönchengladbach |
| 5   | DEF  | Hiroki Sekine     | 11 de agosto de 2002 (22 años)     | 0    | 0     | Reims                    |
| 16  | DEF  | Yūta Nakayama     | 16 de febrero de 1997 (28 años)    | 22   | 0     | Machida Zelvia           |
| 21  | DEF  | Hiroki Itō        | 12 de mayo de 1999 (26 años)       | 21   | 1     | Bayern Múnich            |
| 22  | DEF  | Ayumu Seko        | 7 de junio de 2000 (25 años)       | 5    | 0     | Grasshopper              |
|     | DEF  | Yūto Nagatomo     | 12 de septiembre de 1986 (38 años) | 142  | 4     | FC Tokyo                 |
|     |      |                   |                                    |      |       |                          |
| 6   | MED  | Wataru Endō       | 9 de febrero de 1993 (32 años)     | 69   | 4     | Liverpool                |
| 7   | MED  | Joel Chima Fujita | 16 de febrero de 2002 (23 años)    | 2    | 0     | Sint-Truidense           |
| 8   | MED  | Takumi Minamino   | 16 de enero de 1995 (30 años)      | 67   | 24    | Monaco                   |
| 10  | MED  | Ritsu Dōan        | 16 de junio de 1998 (27 años)      | 57   | 10    | Friburgo                 |
| 13  | MED  | Keito Nakamura    | 28 de julio de 2000 (24 años)      | 16   | 8     | Reims                    |
| 14  | MED  | Junya Ito         | 9 de marzo de 1993 (32 años)       | 62   | 14    | Reims                    |
| 15  | MED  | Daichi Kamada     | 5 de agosto de 1996 (28 años)      | 40   | 9     | Crystal Palace           |
| 17  | MED  | Ao Tanaka         | 10 de septiembre de 1998 (26 años) | 32   | 8     | Leeds United             |
| 19  | MED  | Reo Hatate        | 21 de noviembre de 1997 (27 años)  | 11   | 0     | Celtic                   |
| 20  | MED  | Takefusa Kubo     | 4 de junio de 2001 (24 años)       | 42   | 6     | Real Sociedad            |
|     | MED  | Kaoru Mitoma      | 20 de mayo de 1997 (28 años)       | 27   | 8     | Brighton & Hove Albion   |
|     | MED  | Hidemasa Morita   | 10 de mayo de 1995 (30 años)       | 40   | 6     | Sporting CP              |
|     |      |                   |                                    |      |       |                          |
| 9   | DEL  | Kyōgo Furuhashi   | 20 de enero de 1995 (30 años)      | 23   | 5     | Rennes                   |
| 11  | DEL  | Daizen Maeda      | 20 de octubre de 1997 (27 años)    | 23   | 4     | Celtic                   |
| 18  | DEL  | Shuto Machino     | 30 de septiembre de 1999 (25 años) | 6    | 3     | Holstein Kiel            |
|     | DEL  | Ayase Ueda        | 28 de agosto de 1998 (26 años)     | 31   | 14    | Feyenoord                |

### Máximos goleadores
Los jugadores con más goles con la camiseta nipona:
Actualizado el 8 de julio de 2024
| #   | Jugador            | Período   | Goles | Partidos |      |
| --- | ------------------ | --------- | ----- | -------- | ---- |
| 1°  | Kunishige Kamamoto | 1964-1977 | 75    | 76       | 0.99 |
| 2°  | Kazuyoshi Miura    | 1990-2000 | 55    | 89       | 0.62 |
| 3°  | Shinji Okazaki     | 2008-2019 | 50    | 119      | 0.42 |
| 4°  | Hiromi Hara        | 1978-1988 | 37    | 76       | 0.49 |
| 4°  | Keisuke Honda      | 2008-2018 | 37    | 98       | 0.38 |
| 6°  | Shinji Kagawa      | 2008-2019 | 31    | 97       | 0.32 |
| 7°  | Takuya Takagi      | 1992-1997 | 27    | 44       | 0.61 |
| 8°  | Kazushi Kimura     | 1979-1986 | 26    | 54       | 0.48 |
| 9°  | Yūya Ōsako         | 2013-2022 | 25    | 57       | 0.44 |
| 10° | Shunsuke Nakamura  | 2000-2010 | 24    | 98       | 0.24 |

### Jugadores con más presencias
Estos son los jugadores con más partidos jugados:
Actualizado el 8 de julio de 2024
| #   | Jugadores            | Edades        | Partidos | Goles | Promedio |
| --- | -------------------- | ------------- | -------- | ----- | -------- |
| 1°  | Yasuhito Endo        | 2002-2015     | 152      | 15    | 0.1      |
| 2°  | Yuto Nagatomo        | 2008-presente | 142      | 4     | 0.03     |
| 3°  | Maya Yoshida         | 2010-2022     | 126      | 12    | 0.1      |
| 4°  | Masami Ihara         | 1988-1998     | 122      | 5     | 0.04     |
| 5°  | Shinji Okazaki       | 2008-2019     | 119      | 50    | 0.42     |
| 6°  | Yoshikatsu Kawaguchi | 1997-2010     | 116      | 0     | 0        |
| 7.º | Makoto Hasebe        | 2006-2018     | 114      | 2     | 0.02     |
| 8.º | Yuji Nakazawa        | 1999-2010     | 110      | 17    | 0.15     |
| 9.º | Keisuke Honda        | 2008-2018     | 98       | 37    | 0.38     |
| 9.º | Shunsuke Nakamura    | 2000-2010     | 98       | 24    | 0.24     |
| 10° | Shinji Kagawa        | 2008-2019     | 97       | 31    | 0.32     |

## Entrenadores
A lo largo de la historia de la selección, han sido veintisiete los seleccionadores al frente del equipo. Desde el primero, Hitoshi Sasaki quien dirigiese a Japón por primera vez en 1921, hasta el actual, Akira Nishino, pasando por Vahid Halilhodžić; quien les conseguiría su pase al próximo mundial, han llevado a Japón a situarse como una de las potencias futbolísticas del continente asiático.
A ellos habría que añadir de manera oficiosa al japonés Hiromi Hara, uno de los directores técnicos de la Asociación Japonesa de Fútbol, quien se hizo cargo de manera testimonial de la selección durante dos partidos mientras el italiano Zaccheroni tramitaba su visado para situarse al frente del equipo.
Entre ellos, ocho han sido seleccionadores extranjeros, y curiosamente con ellos, llegarían los mayores éxitos de la selección, que comenzaron con la primera Copa Asiática conquistada por los nipones en 1992, en su propio territorio, a las órdenes del neerlandés Hans Ooft. A él le siguieron los también extranjeros Paulo Roberto Falcão (brasileño), Philippe Troussier (francés), Zico (brasileño), Ivica Osim (bosnioherzegovino) Alberto Zaccheroni (italiano), Javier Aguirre (mexicano), y Vahid Halilhodžić (bosnioherzegovino), este último sería quien los llevó a clasificarse para el Mundial del año 2018. Merced a ellos, Japón ha conquistado cuatro Copas Asiáticas, situándose al frente del palmarés de la competición, y un subcampeonato en la copa FIFA Confederaciones, convirtiéndose en muy poco tiempo por delante de selecciones asiáticas más históricas.
En ese período reciente, ya tres japoneses dirigieron y actualmente dirige otro recientemente nombrado (Akira Nishino) a la selección: Shu Kamo y Takeshi Okada en dos etapas, sin conseguir igualar los éxitos de los seleccionadores extranjeros. En total 19 seleccionadores japoneses intentaron sin éxito fortalecer a su país en la disciplina futbolística, donde destacó únicamente una medalla de bronce en los Juegos Olímpicos de 1968 de México D. F. lograda bajo las órdenes del exfutbolista Ken Naganuma, que posteriormente sería presidente de la Asociación Japonesa de Fútbol de 1994 a 1998.
Diecinueve japoneses para una medalla de bronce olímpica, 2 brasileños para una Copa Asiática, un neerlandés, un francés y un italiano para tres Copas Asiáticas, un neerlandés y dos bosnioherzegovinos para con uno de ellos quedar cuarto en el torneo interasiático, y con el otro solo allanar el camino al último campeonato mundial de fútbol (2018), es el bagaje de los seleccionadores de la historia futbolística japonesa.

## Estadísticas
Leyenda: PJ: Partidos jugados; PG: Partidos ganados; PE: Partidos empatados; PP: Partidos perdidos; GF: Goles a favor; GC: Goles en contra.

### Fútbol en los Juegos Olímpicos

La selección japonesa jugó como anfitriona en los Juegos Olímpicos de Tokio 1964.

| Año | Ronda                         | Posición                      | PJ                            | PG                            | PE                            | PP                            | GF                            | GC                            |
| --- | ----------------------------- | ----------------------------- | ----------------------------- | ----------------------------- | ----------------------------- | ----------------------------- | ----------------------------- | ----------------------------- |
| Londres 1908                                                                                             | No existía la selección       | No existía la selección       | No existía la selección       | No existía la selección       | No existía la selección       | No existía la selección       | No existía la selección       | No existía la selección       |
| Estocolmo 1912                                                                                           | No existía la selección       | No existía la selección       | No existía la selección       | No existía la selección       | No existía la selección       | No existía la selección       | No existía la selección       | No existía la selección       |
| Amberes 1920                                                                                             | No participó                  | No participó                  | No participó                  | No participó                  | No participó                  | No participó                  | No participó                  | No participó                  |
| París 1924                                                                                               | No participó                  | No participó                  | No participó                  | No participó                  | No participó                  | No participó                  | No participó                  | No participó                  |
| Ámsterdam 1928                                                                                           | No participó                  | No participó                  | No participó                  | No participó                  | No participó                  | No participó                  | No participó                  | No participó                  |
| Los Ángeles 1932                                                                                         | No hubo competición de fútbol | No hubo competición de fútbol | No hubo competición de fútbol | No hubo competición de fútbol | No hubo competición de fútbol | No hubo competición de fútbol | No hubo competición de fútbol | No hubo competición de fútbol |
| Berlín 1936                                                                                              | Cuartos de final              | 8.º                           | 2                             | 1                             | 0                             | 1                             | 3                             | 10                            |
| Londres 1948                                                                                             | No participó                  | No participó                  | No participó                  | No participó                  | No participó                  | No participó                  | No participó                  | No participó                  |
| Desde 1952 los Juegos Olímpicos los disputan selecciones amateurs, y a partir de 1992 selecciones sub-23 |                               |                               |                               |                               |                               |                               |                               |                               |
| Total | 1/7                           | -                             | 2                             | 1                             | 0                             | 1                             | 3                             | 10                            |

### Copa Mundial de Fútbol
| Año                   | Ronda                                                             | Posición                                                          | PJ                                                                | PG                                                                | PE                                                                | PP                                                                | GF                                                                | GC                                                                | DG                                                                | Goleador                                                          |
| --------------------- | ----------------------------------------------------------------- | ----------------------------------------------------------------- | ----------------------------------------------------------------- | ----------------------------------------------------------------- | ----------------------------------------------------------------- | ----------------------------------------------------------------- | ----------------------------------------------------------------- | ----------------------------------------------------------------- | ----------------------------------------------------------------- | ----------------------------------------------------------------- |
| Uruguay 1930          | No participó                                                      | No participó                                                      | No participó                                                      | No participó                                                      | No participó                                                      | No participó                                                      | No participó                                                      | No participó                                                      | No participó                                                      | No participó                                                      |
| Italia 1934           | No participó                                                      | No participó                                                      | No participó                                                      | No participó                                                      | No participó                                                      | No participó                                                      | No participó                                                      | No participó                                                      | No participó                                                      | No participó                                                      |
| Francia 1938          | Se retiró                                                         | Se retiró                                                         | Se retiró                                                         | Se retiró                                                         | Se retiró                                                         | Se retiró                                                         | Se retiró                                                         | Se retiró                                                         | Se retiró                                                         | Se retiró                                                         |
| Brasil 1950           | No admitida por la FIFA por su papel en la Segunda Guerra Mundial | No admitida por la FIFA por su papel en la Segunda Guerra Mundial | No admitida por la FIFA por su papel en la Segunda Guerra Mundial | No admitida por la FIFA por su papel en la Segunda Guerra Mundial | No admitida por la FIFA por su papel en la Segunda Guerra Mundial | No admitida por la FIFA por su papel en la Segunda Guerra Mundial | No admitida por la FIFA por su papel en la Segunda Guerra Mundial | No admitida por la FIFA por su papel en la Segunda Guerra Mundial | No admitida por la FIFA por su papel en la Segunda Guerra Mundial | No admitida por la FIFA por su papel en la Segunda Guerra Mundial |
| Suiza 1954            | No clasificó                                                      | No clasificó                                                      | No clasificó                                                      | No clasificó                                                      | No clasificó                                                      | No clasificó                                                      | No clasificó                                                      | No clasificó                                                      | No clasificó                                                      | No clasificó                                                      |
| Suecia 1958           | No participó                                                      | No participó                                                      | No participó                                                      | No participó                                                      | No participó                                                      | No participó                                                      | No participó                                                      | No participó                                                      | No participó                                                      | No participó                                                      |
| Chile 1962            | No clasificó                                                      | No clasificó                                                      | No clasificó                                                      | No clasificó                                                      | No clasificó                                                      | No clasificó                                                      | No clasificó                                                      | No clasificó                                                      | No clasificó                                                      | No clasificó                                                      |
| Inglaterra 1966       | No participó                                                      | No participó                                                      | No participó                                                      | No participó                                                      | No participó                                                      | No participó                                                      | No participó                                                      | No participó                                                      | No participó                                                      | No participó                                                      |
| México 1970           | No clasificó                                                      | No clasificó                                                      | No clasificó                                                      | No clasificó                                                      | No clasificó                                                      | No clasificó                                                      | No clasificó                                                      | No clasificó                                                      | No clasificó                                                      | No clasificó                                                      |
| Alemania Federal 1974 | No clasificó                                                      | No clasificó                                                      | No clasificó                                                      | No clasificó                                                      | No clasificó                                                      | No clasificó                                                      | No clasificó                                                      | No clasificó                                                      | No clasificó                                                      | No clasificó                                                      |
| Argentina 1978        | No clasificó                                                      | No clasificó                                                      | No clasificó                                                      | No clasificó                                                      | No clasificó                                                      | No clasificó                                                      | No clasificó                                                      | No clasificó                                                      | No clasificó                                                      | No clasificó                                                      |
| España 1982           | No clasificó                                                      | No clasificó                                                      | No clasificó                                                      | No clasificó                                                      | No clasificó                                                      | No clasificó                                                      | No clasificó                                                      | No clasificó                                                      | No clasificó                                                      | No clasificó                                                      |
| México 1986           | No clasificó                                                      | No clasificó                                                      | No clasificó                                                      | No clasificó                                                      | No clasificó                                                      | No clasificó                                                      | No clasificó                                                      | No clasificó                                                      | No clasificó                                                      | No clasificó                                                      |
| Italia 1990           | No clasificó                                                      | No clasificó                                                      | No clasificó                                                      | No clasificó                                                      | No clasificó                                                      | No clasificó                                                      | No clasificó                                                      | No clasificó                                                      | No clasificó                                                      | No clasificó                                                      |
| Estados Unidos 1994   | No clasificó                                                      | No clasificó                                                      | No clasificó                                                      | No clasificó                                                      | No clasificó                                                      | No clasificó                                                      | No clasificó                                                      | No clasificó                                                      | No clasificó                                                      | No clasificó                                                      |
| Francia 1998          | Fase de grupos                                                    | 31.º                                                              | 3                                                                 | 0                                                                 | 0                                                                 | 3                                                                 | 1                                                                 | 4                                                                 | –3                                                                | Nakayama: 1                                                       |
| Corea y Japón 2002    | Octavos de final                                                  | 9.º                                                               | 4                                                                 | 2                                                                 | 1                                                                 | 1                                                                 | 5                                                                 | 3                                                                 | +2                                                                | Inamoto: 2                                                        |
| Alemania 2006         | Fase de grupos                                                    | 28.º                                                              | 3                                                                 | 0                                                                 | 1                                                                 | 2                                                                 | 2                                                                 | 7                                                                 | –5                                                                | Nakamura y Tamada: 1                                              |
| Sudáfrica 2010        | Octavos de final                                                  | 9.º                                                               | 4                                                                 | 2                                                                 | 1                                                                 | 1                                                                 | 4                                                                 | 2                                                                 | +2                                                                | Honda: 2                                                          |
| Brasil 2014           | Fase de grupos                                                    | 29.º                                                              | 3                                                                 | 0                                                                 | 1                                                                 | 2                                                                 | 2                                                                 | 6                                                                 | –4                                                                | Honda y Okazaki: 1                                                |
| Rusia 2018            | Octavos de final                                                  | 15.º                                                              | 4                                                                 | 1                                                                 | 1                                                                 | 2                                                                 | 6                                                                 | 7                                                                 | –1                                                                | Inui: 2                                                           |
| Catar 2022            | Octavos de final                                                  | 9.º                                                               | 4                                                                 | 2                                                                 | 1                                                                 | 1                                                                 | 5                                                                 | 4                                                                 | +1                                                                | Dōan: 2                                                           |
| 2026                  | Clasificado                                                       | Clasificado                                                       | Clasificado                                                       | Clasificado                                                       | Clasificado                                                       | Clasificado                                                       | Clasificado                                                       | Clasificado                                                       | Clasificado                                                       | Clasificado                                                       |
| 2030                  | Por disputarse                                                    | Por disputarse                                                    | Por disputarse                                                    | Por disputarse                                                    | Por disputarse                                                    | Por disputarse                                                    | Por disputarse                                                    | Por disputarse                                                    | Por disputarse                                                    | Por disputarse                                                    |
| 2034                  | Por disputarse                                                    | Por disputarse                                                    | Por disputarse                                                    | Por disputarse                                                    | Por disputarse                                                    | Por disputarse                                                    | Por disputarse                                                    | Por disputarse                                                    | Por disputarse                                                    | Por disputarse                                                    |
| Total                 | 8/23                                                              | 23.º                                                              | 25                                                                | 7                                                                 | 6                                                                 | 12                                                                | 25                                                                | 33                                                                | –8                                                                | Honda: 4                                                          |

### Copa FIFA Confederaciones
| Año                        | Ronda         | Posición     | PJ           | PG           | PE           | PP           | GF           | GC           |
| -------------------------- | ------------- | ------------ | ------------ | ------------ | ------------ | ------------ | ------------ | ------------ |
| Arabia Saudita 1992        | No participó  | No participó | No participó | No participó | No participó | No participó | No participó | No participó |
| Arabia Saudita 1995        | Primera ronda | 6.º          | 3            | 0            | 0            | 3            | 1            | 8            |
| Arabia Saudita 1997        | No clasificó  | No clasificó | No clasificó | No clasificó | No clasificó | No clasificó | No clasificó | No clasificó |
| México 1999                | No clasificó  | No clasificó | No clasificó | No clasificó | No clasificó | No clasificó | No clasificó | No clasificó |
| Corea del Sur y Japón 2001 | Subcampeón    | 2.º          | 5            | 3            | 1            | 1            | 6            | 1            |
| Francia 2003               | Primera ronda | 7.º          | 3            | 1            | 0            | 2            | 4            | 3            |
| Alemania 2005              | Primera ronda | 5.º          | 3            | 1            | 1            | 1            | 4            | 4            |
| Sudáfrica 2009             | No clasificó  | No clasificó | No clasificó | No clasificó | No clasificó | No clasificó | No clasificó | No clasificó |
| Brasil 2013                | Primera ronda | 7.º          | 3            | 0            | 0            | 3            | 4            | 9            |
| Rusia 2017                 | No clasificó  | No clasificó | No clasificó | No clasificó | No clasificó | No clasificó | No clasificó | No clasificó |
| Total                      | 5/10          | 9.º          | 17           | 5            | 2            | 10           | 19           | 25           |

### Copa Asiática
| Año                                          | Ronda            | Posición     | PJ           | PG           | PE           | PP           | GF           | GC           |
| -------------------------------------------- | ---------------- | ------------ | ------------ | ------------ | ------------ | ------------ | ------------ | ------------ |
| Hong Kong 1956                               | No participó     | No participó | No participó | No participó | No participó | No participó | No participó | No participó |
| Corea del Sur 1960                           | No participó     | No participó | No participó | No participó | No participó | No participó | No participó | No participó |
| Israel 1964                                  | No participó     | No participó | No participó | No participó | No participó | No participó | No participó | No participó |
| Irán 1968                                    | No clasificó     | No clasificó | No clasificó | No clasificó | No clasificó | No clasificó | No clasificó | No clasificó |
| Tailandia 1972                               | Se retiró        | Se retiró    | Se retiró    | Se retiró    | Se retiró    | Se retiró    | Se retiró    | Se retiró    |
| Irán 1976                                    | No clasificó     | No clasificó | No clasificó | No clasificó | No clasificó | No clasificó | No clasificó | No clasificó |
| Kuwait 1980                                  | Se retiró        | Se retiró    | Se retiró    | Se retiró    | Se retiró    | Se retiró    | Se retiró    | Se retiró    |
| Singapur 1984                                | Se retiró        | Se retiró    | Se retiró    | Se retiró    | Se retiró    | Se retiró    | Se retiró    | Se retiró    |
| Catar 1988                                   | Primera ronda    | 10.º         | 4            | 0            | 1            | 3            | 0            | 6            |
| Japón 1992                                   | Campeón          | 1.º          | 5            | 3            | 2            | 0            | 6            | 3            |
| Emiratos Árabes Unidos 1996                  | Cuartos de final | 5.º          | 4            | 3            | 0            | 1            | 7            | 3            |
| Líbano 2000                                  | Campeón          | 1.º          | 6            | 5            | 1            | 0            | 21           | 6            |
| China 2004                                   | Campeón          | 1.º          | 6            | 4            | 2            | 0            | 13           | 6            |
| Indonesia, Malasia, Tailandia y Vietnam 2007 | Cuarto lugar     | 4.º          | 6            | 2            | 3            | 1            | 11           | 7            |
| Catar 2011                                   | Campeón          | 1.º          | 6            | 5            | 1            | 0            | 16           | 6            |
| Australia 2015                               | Cuartos de final | 5.º          | 4            | 3            | 1            | 0            | 8            | 1            |
| Emiratos Árabes Unidos 2019                  | Subcampeón       | 2.º          | 7            | 6            | 0            | 1            | 12           | 6            |
| Catar 2023                                   | Cuartos de final | 6.º          | 5            | 3            | 0            | 2            | 12           | 8            |
| Arabia Saudita 2027                          | Clasificado      | Clasificado  | Clasificado  | Clasificado  | Clasificado  | Clasificado  | Clasificado  | Clasificado  |
| Total                                        | 11/19            | 1.º          | 54           | 34           | 11           | 8            | 106          | 52           |

### Campeonato de Asia Oriental
| Año                | Ronda        | Posición | PJ | PG | PE | PP | GF | GC |
| ------------------ | ------------ | -------- | -- | -- | -- | -- | -- | -- |
| Japón 2003         | Subcampeón   | 2.º      | 3  | 2  | 1  | 0  | 3  | 0  |
| Corea del Sur 2005 | Subcampeón   | 2.º      | 3  | 1  | 1  | 1  | 3  | 4  |
| China 2008         | Subcampeón   | 2.º      | 3  | 1  | 2  | 0  | 3  | 2  |
| Japón 2010         | Tercer lugar | 3.º      | 3  | 1  | 1  | 1  | 4  | 3  |
| Corea del Sur 2013 | Campeón      | 1.º      | 3  | 2  | 1  | 0  | 8  | 6  |
| China 2015         | Cuarto lugar | 4.º      | 3  | 0  | 2  | 1  | 3  | 4  |
| Japón 2017         | Subcampeón   | 2.º      | 3  | 2  | 0  | 1  | 7  | 3  |
| Corea del Sur 2019 | Subcampeón   | 2.º      | 3  | 2  | 0  | 1  | 7  | 2  |
| Japón 2022         | Campeón      | 1.º      | 3  | 2  | 1  | 0  | 9  | 0  |
| Total              | 9/9          | 2.º      | 27 | 13 | 9  | 5  | 47 | 24 |

### Copa de Naciones Afroasiáticas
| Año   | Ronda        | Posición     | PJ           | PG           | PE           | PP           | GF           | GC           |              |
| ----- | ------------ | ------------ | ------------ | ------------ | ------------ | ------------ | ------------ | ------------ | ------------ |
| 1978  | No clasificó | No clasificó | No clasificó | No clasificó | No clasificó | No clasificó | No clasificó | No clasificó | No clasificó |
| 1985  | No clasificó | No clasificó | No clasificó | No clasificó | No clasificó | No clasificó | No clasificó | No clasificó | No clasificó |
| 1988  | No clasificó | No clasificó | No clasificó | No clasificó | No clasificó | No clasificó | No clasificó | No clasificó | No clasificó |
| 1991  | No clasificó | No clasificó | No clasificó | No clasificó | No clasificó | No clasificó | No clasificó | No clasificó | No clasificó |
| 1993  | Campeón      | 1.º          | 1            | 1            | 0            | 0            | 1            | 0            |              |
| 1995  | No clasificó | No clasificó | No clasificó | No clasificó | No clasificó | No clasificó | No clasificó | No clasificó | No clasificó |
| 1997  | No clasificó | No clasificó | No clasificó | No clasificó | No clasificó | No clasificó | No clasificó | No clasificó | No clasificó |
| 2007  | Campeón      | 1.º          | 1            | 1            | 0            | 0            | 4            | 1            |              |
| Total | 2/8          | -            | 2            | 2            | 0            | 0            | 5            | 1            |              |

### Copa Desafío AFC/OFC
| Año   | Ronda        | Posición     | PJ           | PG           | PE           | PP           | GF           | GC           |              |
| ----- | ------------ | ------------ | ------------ | ------------ | ------------ | ------------ | ------------ | ------------ | ------------ |
| 2001  | Campeón      | 1.º          | 1            | 1            | 0            | 0            | 3            | 0            |              |
| 2003  | No clasificó | No clasificó | No clasificó | No clasificó | No clasificó | No clasificó | No clasificó | No clasificó | No clasificó |
| Total | 1/2          | -            | 1            | 1            | 0            | 0            | 3            | 0            |              |

### Copa América
| Año                               | Ronda        | Posición     | PJ           | PG           | PE           | PP           | GF           | GC           | DIF          |
| --------------------------------- | ------------ | ------------ | ------------ | ------------ | ------------ | ------------ | ------------ | ------------ | ------------ |
| Argentina 1916 - Bolivia 1997     | No participó | No participó | No participó | No participó | No participó | No participó | No participó | No participó | No participó |
| Paraguay 1999                     | Primera fase | 10.º         | 3            | 0            | 1            | 2            | 3            | 8            | –5           |
| Colombia 2001 - Venezuela 2007    | No participó | No participó | No participó | No participó | No participó | No participó | No participó | No participó | No participó |
| Argentina 2011                    | Se retiró    | Se retiró    | Se retiró    | Se retiró    | Se retiró    | Se retiró    | Se retiró    | Se retiró    | Se retiró    |
| Chile 2015                        | Se retiró    | Se retiró    | Se retiró    | Se retiró    | Se retiró    | Se retiró    | Se retiró    | Se retiró    | Se retiró    |
| Estados Unidos 2016               | No participó | No participó | No participó | No participó | No participó | No participó | No participó | No participó | No participó |
| Brasil 2019                       | Primera fase | 9.º          | 3            | 0            | 2            | 1            | 3            | 7            | –4           |
| Brasil 2021 - Estados Unidos 2024 | No participó | No participó | No participó | No participó | No participó | No participó | No participó | No participó | No participó |
| Total                             | 2/48         | 17.º         | 6            | 0            | 3            | 3            | 6            | 15           | –9           |

## Resultados ante otras selecciones
Actualizado al 10 de septiembre de 2024.
| Selección              | Primer Partido | Último Partido | PJ  | PG  | PE  | PP  | GF   | GC  | GD   |
| ---------------------- | -------------- | -------------- | --- | --- | --- | --- | ---- | --- | ---- |
| Afganistán             | 1951           | 2015           | 3   | 3   | 0   | 0   | 13   | 0   | +13  |
| Alemania               | 2004           | 2023           | 4   | 2   | 1   | 1   | 8    | 7   | +1   |
| Angola                 | 2005           | 2005           | 1   | 1   | 0   | 0   | 1    | 0   | +1   |
| Arabia Saudita         | 1990           | 2021           | 16  | 10  | 1   | 5   | 25   | 13  | +12  |
| Argentina              | 1992           | 2010           | 7   | 1   | 0   | 6   | 4    | 15  | −11  |
| Australia              | 1956           | 2022           | 27  | 11  | 9   | 7   | 39   | 32  | +7   |
| Austria                | 2007           | 2007           | 1   | 0   | 1   | 0   | 0    | 0   | 0    |
| Azerbaiyán             | 2012           | 2012           | 1   | 1   | 0   | 0   | 2    | 0   | +2   |
| Baréin                 | 1978           | 2024           | 12  | 10  | 0   | 2   | 25   | 8   | +17  |
| Bangladés              | 1975           | 1993           | 5   | 5   | 0   | 0   | 22   | 1   | +21  |
| Bélgica                | 1999           | 2018           | 6   | 2   | 2   | 2   | 11   | 8   | +3   |
| Bielorrusia            | 2013           | 2013           | 1   | 0   | 0   | 1   | 0    | 1   | −1   |
| Birmania               | 1955           | 2024           | 16  | 9   | 5   | 2   | 39   | 12  | +27  |
| Bolivia                | 1999           | 2019           | 3   | 2   | 1   | 0   | 4    | 1   | +3   |
| Bosnia y Herzegovina   | 2006           | 2016           | 3   | 1   | 1   | 1   | 6    | 4   | +2   |
| Brasil                 | 1989           | 2022           | 13  | 0   | 2   | 11  | 5    | 35  | −30  |
| Brunéi                 | 1980           | 2000           | 3   | 3   | 0   | 0   | 18   | 2   | +16  |
| Bulgaria               | 1976           | 2016           | 6   | 1   | 1   | 4   | 10   | 13  | −3   |
| Camboya                | 1970           | 2015           | 4   | 4   | 0   | 0   | 10   | 1   | +9   |
| Camerún                | 2001           | 2020           | 5   | 3   | 2   | 0   | 5    | 0   | +5   |
| Canadá                 | 2001           | 2022           | 3   | 2   | 0   | 1   | 6    | 3   | +3   |
| Catar                  | 1983           | 2019           | 10  | 2   | 4   | 4   | 12   | 15  | −3   |
| Chile                  | 2008           | 2019           | 3   | 1   | 1   | 1   | 4    | 4   | 0    |
| China                  | 1917           | 2024           | 37  | 16  | 9   | 12  | 52   | 52  | 0    |
| China Taipéi           | 1963           | 1983           | 7   | 4   | 2   | 1   | 17   | 8   | +9   |
| Colombia               | 2003           | 2023           | 5   | 1   | 1   | 3   | 3    | 7   | −4   |
| Corea del Norte        | 1975           | 2024           | 21  | 10  | 4   | 7   | 23   | 14  | +9   |
| Corea del Sur          | 1954           | 2022           | 81  | 16  | 23  | 42  | 76   | 124 | −48  |
| Costa de Marfil        | 1993           | 2020           | 5   | 3   | 0   | 2   | 4    | 4   | 0    |
| Costa Rica             | 1995           | 2022           | 5   | 3   | 1   | 1   | 10   | 3   | +7   |
| Croacia                | 1997           | 2022           | 4   | 1   | 2   | 1   | 5    | 5   | 0    |
| Chipre                 | 2014           | 2014           | 1   | 1   | 0   | 0   | 1    | 0   | +1   |
| República Checa        | 1998           | 2011           | 3   | 1   | 2   | 0   | 1    | 0   | +1   |
| Dinamarca              | 1971           | 2010           | 2   | 1   | 0   | 1   | 5    | 4   | +1   |
| Ecuador                | 1995           | 2022           | 4   | 2   | 2   | 0   | 5    | 1   | +4   |
| Egipto                 | 1998           | 2007           | 2   | 2   | 0   | 0   | 5    | 1   | +4   |
| El Salvador            | 2019           | 2023           | 2   | 2   | 0   | 0   | 8    | 0   | +8   |
| Emiratos Árabes Unidos | 1981           | 2017           | 19  | 6   | 9   | 4   | 22   | 17  | +5   |
| Escocia                | 1995           | 2009           | 3   | 1   | 2   | 0   | 2    | 0   | +2   |
| Eslovaquia             | 2000           | 2004           | 3   | 2   | 1   | 0   | 5    | 2   | +3   |
| España                 | 2001           | 2022           | 2   | 1   | 0   | 1   | 2    | 2   | 0    |
| Estados Unidos         | 1993           | 2022           | 3   | 2   | 0   | 1   | 7    | 4   | +3   |
| Filipinas              | 1917           | 1983           | 20  | 15  | 0   | 5   | 88   | 35  | +53  |
| Finlandia              | 2006           | 2009           | 2   | 2   | 0   | 0   | 7    | 1   | +6   |
| Francia                | 1994           | 2012           | 6   | 1   | 1   | 4   | 5    | 14  | −9   |
| Gales                  | 1992           | 1992           | 1   | 0   | 0   | 1   | 0    | 1   | −1   |
| Ghana                  | 1964           | 2022           | 8   | 5   | 0   | 3   | 18   | 14  | +4   |
| Grecia                 | 2005           | 2014           | 2   | 1   | 1   | 0   | 1    | 0   | +1   |
| Guatemala              | 2010           | 2013           | 2   | 2   | 0   | 0   | 5    | 1   | +4   |
| Haití                  | 2017           | 2017           | 1   | 0   | 1   | 0   | 3    | 3   | 0    |
| Honduras               | 2002           | 2014           | 3   | 2   | 1   | 0   | 14   | 7   | +7   |
| Hong Kong              | 1958           | 2022           | 24  | 13  | 5   | 6   | 48   | 21  | +27  |
| Hungría                | 1993           | 2004           | 2   | 0   | 0   | 2   | 2    | 4   | −2   |
| Islandia               | 1971           | 2012           | 3   | 3   | 0   | 0   | 8    | 3   | +5   |
| India                  | 1954           | 2006           | 12  | 9   | 0   | 3   | 36   | 11  | +25  |
| Indonesia              | 1934           | 2024           | 19  | 11  | 2   | 6   | 42   | 26  | +16  |
| Inglaterra             | 1995           | 2010           | 3   | 0   | 1   | 2   | 3    | 5   | −2   |
| Irán                   | 1951           | 2024           | 19  | 6   | 6   | 7   | 22   | 21  | +1   |
| Irak                   | 1978           | 2024           | 14  | 7   | 3   | 4   | 20   | 12  | +8   |
| Israel                 | 1973           | 1977           | 7   | 0   | 0   | 7   | 2    | 17  | −15  |
| Italia                 | 1936           | 2013           | 3   | 0   | 1   | 2   | 4    | 13  | −9   |
| Jamaica                | 1998           | 2014           | 4   | 2   | 1   | 1   | 7    | 3   | +4   |
| Jordania               | 1988           | 2015           | 6   | 2   | 3   | 1   | 12   | 5   | +7   |
| Kazajistán             | 1997           | 2005           | 3   | 2   | 1   | 0   | 10   | 2   | +8   |
| Kuwait                 | 1978           | 1996           | 5   | 1   | 0   | 4   | 2    | 8   | −6   |
| Kirguistán             | 2018           | 2021           | 3   | 3   | 0   | 0   | 11   | 1   | +10  |
| Letonia                | 2005           | 2013           | 2   | 1   | 1   | 0   | 5    | 2   | +3   |
| Líbano                 | 1967           | 1967           | 1   | 1   | 0   | 0   | 3    | 1   | +2   |
| Macao                  | 1980           | 2000           | 4   | 4   | 0   | 0   | 26   | 0   | +26  |
| Malasia                | 1958           | 2004           | 26  | 9   | 7   | 10  | 40   | 43  | −3   |
| Malí                   | 2018           | 2018           | 1   | 0   | 1   | 0   | 1    | 1   | 0    |
| Malta                  | 2006           | 2006           | 1   | 1   | 0   | 0   | 1    | 0   | +1   |
| México                 | 1996           | 2020           | 7   | 1   | 0   | 6   | 6    | 15  | −9   |
| Mongolia               | 1942           | 2021           | 3   | 3   | 0   | 0   | 32   | 0   | +32  |
| Montenegro             | 2007           | 2007           | 1   | 1   | 0   | 0   | 2    | 0   | +2   |
| Nepal                  | 1986           | 1997           | 5   | 5   | 0   | 0   | 28   | 0   | +28  |
| Nueva Zelanda          | 1981           | 2017           | 6   | 3   | 0   | 3   | 10   | 8   | +2   |
| Nigeria                | 1968           | 2003           | 4   | 2   | 1   | 1   | 8    | 6   | +2   |
| Noruega                | 2002           | 2002           | 1   | 0   | 0   | 1   | 0    | 3   | −3   |
| Omán                   | 1988           | 2021           | 15  | 10  | 3   | 2   | 21   | 6   | +15  |
| Países Bajos           | 2009           | 2013           | 3   | 0   | 1   | 2   | 2    | 6   | −4   |
| Pakistán               | 1962           | 1988           | 3   | 1   | 1   | 1   | 5    | 4   | +1   |
| Palestina              | 2015           | 2015           | 1   | 1   | 0   | 0   | 4    | 0   | +4   |
| Panamá                 | 2018           | 2020           | 2   | 2   | 0   | 0   | 4    | 0   | +4   |
| Paraguay               | 1995           | 2022           | 11  | 5   | 4   | 2   | 19   | 11  | +8   |
| Perú                   | 1967           | 2023           | 8   | 3   | 3   | 2   | 8    | 6   | +2   |
| Polonia                | 1981           | 2018           | 7   | 2   | 0   | 5   | 10   | 14  | −4   |
| Rumania                | 1974           | 2003           | 4   | 0   | 1   | 3   | 3    | 12  | −9   |
| Rusia                  | 1978           | 2002           | 4   | 1   | 0   | 3   | 3    | 11  | −8   |
| Senegal                | 1987           | 2018           | 4   | 0   | 2   | 2   | 4    | 7   | −3   |
| Serbia                 | 1961           | 2021           | 10  | 4   | 0   | 6   | 7    | 20  | −13  |
| Singapur               | 1959           | 2015           | 26  | 21  | 2   | 3   | 58   | 18  | +40  |
| Sudáfrica              | 2009           | 2009           | 1   | 0   | 1   | 0   | 0    | 0   | 0    |
| Sri Lanka              | 1972           | 1993           | 3   | 3   | 0   | 0   | 16   | 0   | +16  |
| Suecia                 | 1936           | 2002           | 5   | 1   | 3   | 1   | 7    | 7   | 0    |
| Suiza                  | 2007           | 2018           | 2   | 1   | 0   | 1   | 4    | 5   | −1   |
| Siria                  | 1978           | 2024           | 13  | 11  | 2   | 0   | 37   | 9   | +28  |
| Tayikistán             | 2011           | 2021           | 4   | 4   | 0   | 0   | 19   | 1   | +18  |
| Tailandia              | 1962           | 2024           | 23  | 17  | 4   | 2   | 57   | 16  | +41  |
| Togo                   | 2009           | 2009           | 1   | 1   | 0   | 0   | 5    | 0   | +5   |
| Trinidad y Tobago      | 2006           | 2019           | 2   | 1   | 1   | 0   | 2    | 0   | +2   |
| Túnez                  | 1996           | 2022           | 5   | 4   | 0   | 1   | 6    | 3   | +3   |
| Turquía                | 1997           | 2023           | 3   | 2   | 0   | 1   | 5    | 3   | +2   |
| Turkmenistán           | 2019           | 2019           | 1   | 1   | 0   | 0   | 3    | 2   | +1   |
| Ucrania                | 2002           | 2018           | 3   | 1   | 0   | 2   | 2    | 3   | −1   |
| Uruguay                | 1985           | 2023           | 9   | 2   | 2   | 5   | 18   | 25  | −7   |
| Uzbekistán             | 1996           | 2019           | 11  | 7   | 3   | 1   | 30   | 10  | +20  |
| Venezuela              | 2010           | 2019           | 5   | 1   | 3   | 1   | 6    | 6   | 0    |
| Vietnam                | 1961           | 2024           | 11  | 9   | 1   | 1   | 26   | 9   | +17  |
| Yemen                  | 2006           | 2010           | 4   | 4   | 0   | 0   | 8    | 3   | +5   |
| Yemen del Sur          | 1982           | 1982           | 1   | 1   | 0   | 0   | 3    | 1   | +2   |
| Zambia                 | 2014           | 2014           | 1   | 1   | 0   | 0   | 4    | 3   | +1   |
| Total                  | 1921           | 2024           | 802 | 386 | 163 | 250 | 1460 | 951 | +509 |

## Categorías inferiores
Las categorías inferiores de la selección de fútbol de Japón, son el conjunto de selecciones de la Asociación Japonesa de Fútbol integradas en su conjunto por jugadores de entre dieciséis a veintitrés años, que representan a Japón en los diferentes torneos internacionales agrupados en diferentes categorías de edad y que constituyen los escalafones previos a la selección absoluta.
Las diferentes categorías se establecen por el año de nacimiento de los jugadores y normalmente incluyen a futbolistas nacidos en dos años consecutivos. Tradicionalmente la denominación de la selección se refiere a la edad máxima de los jugadores habiendo así competiciones oficiales desde los sub-15 hasta los sub-23.

### Selección sub-23
La selección sub-23 (o selección olímpica) es, desde los Juegos Olímpicos de Barcelona 1992, la encargada de defender a Japón en la competición de fútbol, motivo por el que recibe el calificativo de olímpica. Los jugadores participantes en los mismos deben tener menos de 23 años de edad a excepción de tres por escuadra que pueden ser mayores.
El torneo olímpico es considerado así como una Copa Mundial sub-23. Desde los Juegos Olímpicos de Atlanta 1996, la selección sub-23 de Japón ha participado en todos los juegos olímpicos, siendo su mejor resultado un 4.º puesto en los Juegos Olímpicos de Londres 2012.

### Selección sub-20
La categoría sub-20 es la categoría juvenil encargada de defender a Japón en el Campeonato Mundial sub-20 desde su creación en los años 70. En él la categoría ha sido subcampeona en la edición de 1999 tras perder por 4-0 con la Selección de fútbol sub-20 de España, siendo este el mayor logro de Japón en esta categoría.

### Selección sub-17
La selección de fútbol sub-17 de Japón es el equipo formado por jugadores de 17 años de edad, que representa a la Asociación Japonesa de Fútbol en la Copa del Mundo Sub-17. Es una de las categorías inferiores de la selección de fútbol de Japón y sustituyó internacionalmente a la selección sub-16 ya que en competiciones oficiales, esa categoría pasó a sub-17 en 1991 para la FIFA.

## Otras modalidades

### Selección de fútbol sala
Artículo Principal: Selección de fútbol sala de Japón

Fútbol sala

La historia de Japón en el Campeonato Mundial de fútbol sala de la FIFA es el reflejo de una progresión sostenida. Los campeones de Asia estuvieron presentes en la primera edición de 1989, pero se volvieron a casa tras haber perdido sus 3 encuentros de la primera fase. Fue una historia similar en 2004, cuando (después de tres ediciones sin lograr clasificarse) regresaron a la fase final para cerrar de nuevo su grupo, aunque, eso sí, sumaron su primer punto con un 1-1 ante Estados Unidos. Cuatro años después, la historia cambió por completo, y los nipones se mostraron competitivos en un durísimo quinteto que incluía a Brasil y a Rusia, e hicieron las maletas después de vencer y convencer frente a Cuba e Islas Salomón.

### Selección de fútbol playa

Fútbol playa

Desde los inicios de la modalidad, en el decenio de 1990, Japón ha formado siempre equipos competitivos, y el reflejo claro de ello se vio en la primera edición de la Copa Mundial de Fútbol Playa FIFA 2005, cuando el cuadro nipón comandado por Ruy Ramos, ahora de nuevo el entrenador, alcanzó las semifinales y terminó en cuarto lugar. Desde entonces, no ha dejado nunca de acceder a la cita mundialista, aunque solo haya vuelto a superar la primera fase en la edición de la Copa Mundial de Fútbol Playa FIFA 2009, en Dubái.

## Palmarés

### Selección absoluta (7)
- Copa Asiática (4): 1992, 2000, 2004 y 2011.

Nota: Es la selección que más títulos posee de esta competición.
- Copa de Naciones Afro-Asiáticas (2): 1993 y 2007.

Nota: Es la selección que más títulos posee de esta competición.
- Copa Desafío AFC-OFC (1): 2001.

Títulos regionales (5)
- Copa Dinastía (3): 1992, 1995 y 1998.

Nota: Es la selección que más títulos posee de esta competición.
- Campeonato de Fútbol de Asia Oriental (3): 2013, 2022 y 2025.

#### Torneos amistosos
- Copa Kirin (11): 1991, 1995, 1996, 1997, 2000, 2001, 2004, 2007, 2008, 2009 y 2011.
- Aniversario 2600 del imperio japonés (Tokio): 1940.[48]
- Manchuria 10th Anniversary Tournament: 1942.
- Torneo de Tokio: 1963.[49]
- Asics Cup: 1994.[50]
- Aniversario 75 de la JFA: 1996.
- Puma Cup Soccer: 1996.
- Tiger Beer Challenge (Singapur): 2003.[51]

### Selección olímpica
- Juegos Olímpicos:
  - Medalla de bronce: 1968.

- Campeonato Sub-23 de la AFC: 2016 y 2024.

- Juegos Asiáticos:
  - Medalla de oro: 2010.
  - Medalla de plata: 2002.
  - Medalla de bronce: 1951 y 1966.

- Juegos del Lejano Oriente :
  - Medalla de oro: 1930.
  - Medalla de plata: 1927 y 1934.
  - Medalla de bronce: 1917, 1921, 1923 y 1925.

- Juegos Este de Asia:
  - Medalla de oro: 2001.[52]
  - Medalla de plata: 1997 y 2009.
  - Medalla de bronce: 2005 y 2013.

- Juegos del Sur Este de Asia:
  - Medalla de oro: 1956.[53]

### Selección juvenil
- Campeonato Sub-19 de la AFC: 2016.

### Selección prejuvenil
- Campeonato Sub-16 de la AFC (3): 1994, 2006 y 2018.